# 乔治·巴顿
小乔治·史密斯·巴顿（英語：George Smith Patton, Jr.，1885年11月11日—1945年12月21日）是美国陆军四星上将，以在第二次世界大战欧洲战场先后指挥美国陆军第7集团军和第3集团军而闻名。
巴顿于1885年出生在一个优越的家庭，家中有悠久的军事背景。他先进入维吉尼亚军事学校学习，之后入读西点军校。他曾参加1912年斯德哥尔摩夏季奥运会，也是M1913型军刀（又称“巴顿军刀”）的设计者。巴顿在潘乔维拉远征期间首次参与战斗，这一战也是最早的机械化作战实例之一。之后他加入了美国远征军新成立的坦克军并参加第一次世界大战。巴顿在战争期间首度统领位于法国的美国坦克学校，不过在战争快要结束时因负伤离职。在战间期，巴顿一直是美国陆军装甲战学说发展的一个核心人物，在全国各地出任过众多职位。他的军衔不断得到提升，并在美国卷入第二次世界大战时成为第2装甲师的指挥官。
1942年，巴顿带领美军官兵在火炬行動通过入侵卡萨布兰卡进入地中海战场，并在这裡迅速恢复了第2军受挫的士气，从而建立了身为一位有效率指挥官的名声。隨後进攻法西斯義大利，西西里岛战役期间他指挥第7集团军，抢在英国将军伯纳德·蒙哥马利之前攻下墨西拿，但也在这裡因打了两名士兵耳光而卷入争议，并被暂时解除指挥权。1944年，巴顿回到战场，在诺曼底战役中指挥第3集团军成功地实施了一场快速穿越法国的行动。突出部之役期间，他带领第3集团军解救了被圍困在巴斯通的美军，并在战争结束前率先带领自己的部队进入德國本土。
战争结束后，巴顿成为巴伐利亚的军政府首长，但不久因其在去纳粹化问题上的不当言论而被解职。后来他还有两个多月时间担任了第15集团军的指挥官。1945年12月21日，巴顿在欧洲因车祸逝世，享年60岁。
巴顿多姿多彩的形象、难以驾驭的个性和身为指挥官的成功有时会被报刊上有关他在政治上不称职的陈述所掩盖，但他在战场上身先士卒的领导风范，以及利用对第3集团军所做的这类粗俗演讲来激励部下的能力，已经成为美国军官队伍中新的领导哲学。他高度重视快速和咄咄逼人的攻势催生了多兵种协同作战的新战略。盟国领袖对巴顿持有不同的看法，而他在德国国防军最高统帅部的对手却都给予他高度评价。1970年上映的美国传记电影《巴顿将军》获得了很大成功，在第43届奥斯卡金像奖角逐中夺得了包括最佳影片在内的7项大奖，将巴顿转变为一位美国的民族英雄并带入流行文化中。

## 早年生活和教育
小乔治·史密斯·巴顿于1885年11月11日在他家人位于今天圣玛利诺附近的一个农场出生:29:17，父亲是老乔治·史密斯·巴顿（George Smith Patton Sr.），母亲叫鲁斯·巴顿（Ruth Patton），母亲的娘家姓叫威尔森（Wilson），巴顿还有个妹妹安妮（Anne），一家人拥有苏格兰—爱尔兰和英格兰血统:13。巴顿的家庭有着歷史悠久的军事背景，于美国独立战争普林斯顿战役中遇难的休·默瑟与巴顿家族有血缘关系，巴頓的祖父老乔治·S·巴顿（George S. Patton, Sr.）上校曾在南北戰爭期间统领弗吉尼亚第22步兵团并最终战死沙场，他的叔祖沃勒·T·巴顿（Waller T. Patton）也在盖茨堡之役的皮克特冲锋行動中丧生。不过，巴顿的父亲从维吉尼亚军事学校毕业后并没有走上军事生涯的道路，而是成为了一名律师，之后还当选洛杉矶县地区检察官。巴顿母亲一方的亲戚包括本杰明·戴维斯·威尔森（Benjamin Davis Wilson），他曾担任洛杉矶市长，而且是一位成功的商人:9-10。巴顿家世显赫，從小就生活在约810公顷大的庄园中:6。

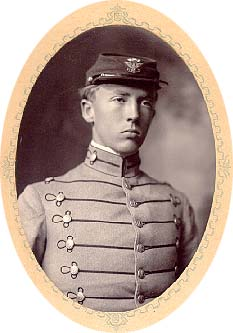
就讀於维吉尼亚军事学校時的巴顿。

巴顿小时候在读和写上表现不佳，但最终克服了这些困难，成年后也是一位众所周知的书迷。他在家中学习到11岁后进入斯蒂芬·克拉克（Stephen Clark）的男生学校学习了六年，该校位于帕萨迪纳，是一所私立学校。根据他人的形容，巴顿是個天资聪颖的男孩，阅读了广泛的经典军事史书籍，特别是尤利乌斯·凯撒、圣女贞德、拿破仑一世和大西庇阿的勋绩，还对家族友人约翰·辛格顿·莫斯比（John Singleton Mosby）（南北戰爭的邦聯軍軍官，以機動戰術聞名）感兴趣:11-12，巴頓还努力学习马术:13。1902年随家人到圣卡塔利娜岛旅游期间，巴顿结识了比翠丝·巴宁·艾尔（Beatrice Banning Ayer），她是波士顿实业家弗雷德里克·艾尔（Frederick Ayer）的女儿:14-15，两人于1910年5月26日在马萨诸塞州结婚，共育有3名子女，長女比翠丝·史密斯于1911年3月诞生:28-29、長子鲁斯·艾伦（Ruth Ellen）于1915年2月出生:35、么子乔治·史密斯·巴顿于1923年12月出生:65-66。
巴顿从来没有认真地考虑过以军事外的任何行业为生:13。1902年，他写了一封信给联邦参议员托马斯·R·巴德（Thomas R. Bard），希望可以进入西点军校。巴德要求巴顿必须先通过入学考试。由于担心自己考试失利，巴顿和父亲向多所拥有预备役军官训练团课程的大学提交了入学申请。普林斯顿大学录取了巴顿，但後者最終决定选择就讀维吉尼亚军事学校:14-15。1903至1904年在该校就读期间，他在读和写上努力挣扎，但在外表和阅兵方面表现上特别优异，赢得了同级学员的敬佩和高年級学生的尊重。1904年3月3日，由于巴顿继续向参议员写信，并且在入学考试中表现优秀，巴德推荐他进入西点军校:18-19。
进入西点后，巴顿很轻松地适应了日常的学习和训练:20。但由于学术方面成绩实在太差，数学都没能及格，以致第一年就不得不留级:7。巴顿利用整个暑假进行学习，返校后学术成绩表现出了明显的改善。在他之后的学院生活中，巴顿在军事训练上较为擅长，学术成绩则保持在平均水平。大三时他成为學員士官長，大四则成为學員附屬官。他还加入了美式足球队，但由于手臂反复受伤而多次退出，于是他开始朝击剑和田径项目努力:21-23，并很快成为校内最优秀的剑手之一:19。巴顿在103名学员中以第46名的成绩毕业:24，他于1909年6月11日被授予美国骑兵队少尉军衔:58, 131。

## 初级军官

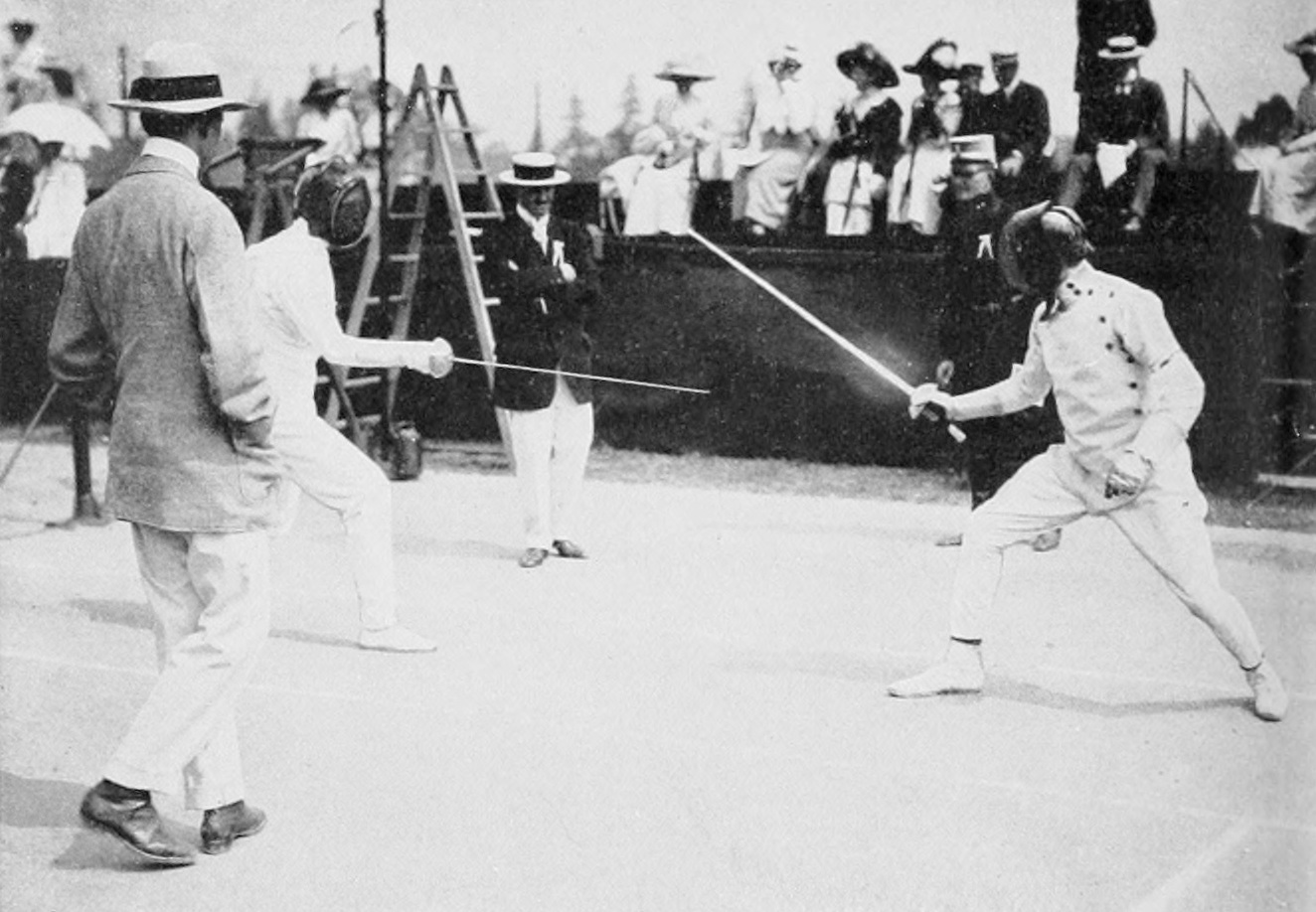
正参加1912年夏季奥林匹克运动会现代五项击剑比赛的巴顿。

巴顿服役的第一站是駐於伊利诺伊州谢里登堡（Fort Sheridan）的第15骑兵团:20，他在这裡树立起了一个强硬的领导人形象，他的奉献精神也给上级留下了深刻印象:26-27。1911年末，巴顿和家人一起搬到了弗吉尼亚州的迈尔堡（Fort Myer），许多军队的高层将领都驻扎在这裡。巴顿在此期间结交了战争部长亨利·刘易斯·史汀生，并曾担任后者在社交场合的助手，他的本职工作则是自己部队的军需官:28-29。
由于在跑步和击剑方面表现突出，巴顿获选代表军队参加在斯德哥尔摩举行的1912年夏季奥林匹克运动会现代五项的比赛，现代五项也是在該屆奥运中首度成为比赛项目:8。在43名參賽者中，巴顿在击剑項目上排名第4、骑马障碍赛上名列第6、射击上位居第21、4000米越野跑上名列第3，游泳第7，总体成绩排名第5:30。巴顿在射击上的成绩存在争议，他使用的是一支.38口径手枪，其他大多数运动员选用的是.22 LR的枪支。巴顿声称由于自己之前在目标上打出的孔洞太大，以致之后打出的一些子弹直接穿过了那个孔，但裁判判定他有一枪完全没有打到目标。如今这个级别的现代五项赛事经常使用移动背景，用以判断这种多颗子弹穿过同一个孔的情况:132-133:231-234。如果巴顿的说法属实，那么他很有可能赢得一面奖牌:134。裁判维持判決，巴顿对此唯一的一次评论是：
今天军官们所表现出的这种高度的体育和慷慨精神，可以充分说明他们的人品和性格。我觉得这其中没有任何一起违反体育精神的狡辩或争抢分数的行为，也不会对奥运会上的其他平民比赛项目构成抵毁。每个人都尽了自己最大的努力，然后像一个真正的战士一样接受了命运的安排，最后我们都觉得更像是好的朋友和同志，而不是激烈竞争中的对手，而这种友谊的精神也不会因大家争取成功的热忱而受到损害。:231-234

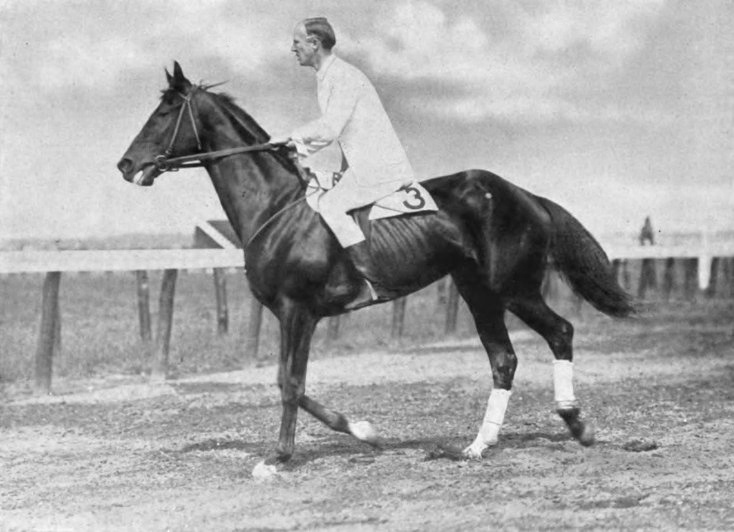
1914年，巴顿正在骑马。

奥运会结束后，巴顿来到索米尔向·克莱裡学习击剑技巧，此人是一位法国“兵器大师”，也是当地一所骑兵学校的击剑教练:140-142。巴顿带着学到的经验回到迈尔堡后，为美国骑兵队重新制定使用军刀的教範，改採突刺而不是标准的挥砍动作，他还为此设计了一种新式軍刀，之后被临时分配到陆军参谋长办公室工作。1913年，军队订制了两万把1913型骑兵軍刀，俗称“巴顿軍刀”。之后巴顿回到索米尔学习進階的擊劍技術，再将这些經驗傳到位于堪萨斯州赖利堡（Fort Riley）的陆军骑兵学校，在这裡他既是学员，又是击剑教练。巴顿是该校首位获得“剑术大师”称号的陆军军官:145:31-32，这一头衔只授予学校最顶尖的剑术教练:21。巴顿于1913年9月到达该校，教导其他骑兵军官击剑，这其中许多人的军阶都比他高:33-34。1915年6月，巴顿在该校毕业，他起初打算回第15骑兵团:153，但这將使他随该团前往菲律宾服役。由于担心这可能成为自己事业上的死胡同，巴顿休了11天假来到首都哥伦比亚特区，成功说服一些有影响力的朋友将他重新分配到驻扎在德克萨斯州布利斯堡的第8骑兵团，以因應当时政局不稳定并可能爆发全面内战的墨西哥:35。与此同时，巴顿获选参加1916年夏季奥运会，但此项赛事由于第一次世界大战爆发而取消:148。

## 潘乔维拉远征

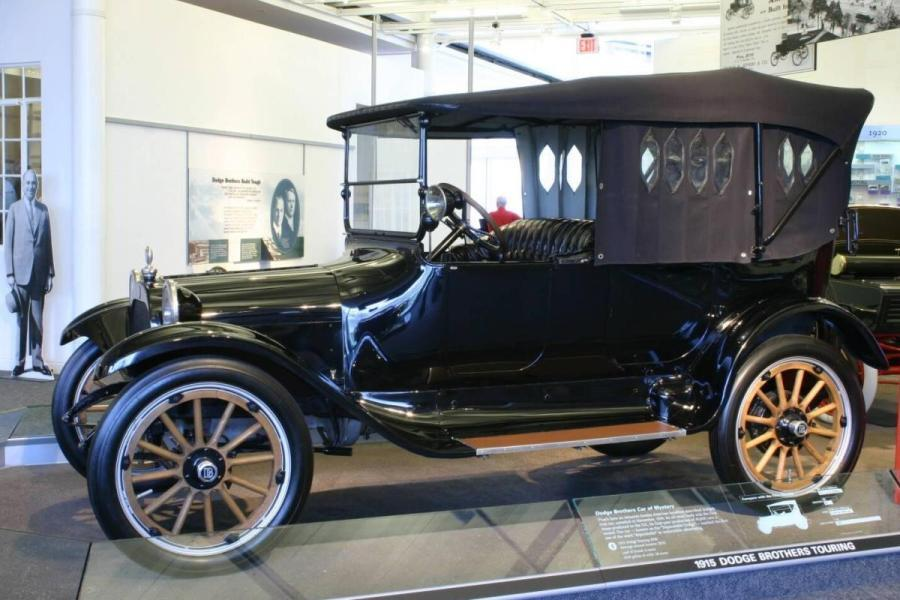
1915年道奇兄弟30-35型游览车。潘兴曾在远征中使用道奇公司的这款新产品，巴顿也曾在1916年的战事中使用，該車以耐用性闻名。

1915年，巴顿获派与第8骑兵团的一个连驻扎到德克萨斯州接近墨西哥边境的一个小镇，并执行边境巡逻任务:158-159:36。在这个荒凉的边陲小镇上时，巴顿把自己的科尔特.45手枪别在皮带上而不是装在皮套裡，以此来效仿牛仔形象，不过有天晚上这支枪在一家沙龙走火，于是他换了支象牙手柄的科尔特单发陆军左轮手枪，这支枪之后成为巴顿的註冊商標。不久，他被短暂调至密苏里州的伦纳德伍德堡（Fort Leonard Wood）:9
1916年3月，庞丘·维拉指揮墨西哥军队入侵美國新墨西哥州，突袭了边境村庄哥伦布，杀害了多位美国公民。对此美国派兵进入墨西哥讨伐维拉。巴顿懊恼地发现自己所在部队不会参与战事，于是他找上远征指挥官约翰·潘兴求助，潘兴後將巴頓任命為此战中的私人副官。这意味着巴顿可以在战斗的组织上发挥作用，而他对此项任务的热情和敬业精神也给潘兴留下了深刻印象:162-163:10。巴顿的领导风格很大程度上是以潘兴为榜样，后者主张强硬和果断，并会在前线进行指挥:165:31。巴頓主要協助潘興监督后勤运输，并担任他的个人信使:38-39。
4月中旬，巴顿向潘兴请求一次带兵实战的机会，他被派到第13骑兵团协助追捕维拉及其部下:40。1916年5月14日，巴顿首次出战，这也是後來美国軍事史上的頭一次的機械化作戰。巴顿带领第6步兵团的10名士兵和两位平民向导坐进3辆道奇兄弟的游览车中，在維拉軍二號人物胡里奥·卡德纳斯（Julio Cárdenas）與他两名保镖搜尋糧秣時發動突襲，成功將其擊斃:41-42:10。巴顿是否亲自杀死其中任何一人这点暂不确定，但他以打伤全部三人而闻名:172-175。
这次行动不但为巴顿赢得潘兴的青睐，还给他带来了媒体的关注，被譽為“强盗杀手”:32:10。不久，巴顿于1916年5月23日被晉升为第10骑兵团中尉:36，他继续留在墨西哥直到年末，不过，这次远征因政治而受阻。美国总统伍德罗·威尔逊禁止远征军积极深入墨西哥进行巡逻，因此军队大部分时间都在扎营等待。10月，巴顿由于被一个爆炸的气灯烧伤而短暂回到加利福尼亚州:43，1917年2月，他回到了远征军中:46。

## 第一次世界大战

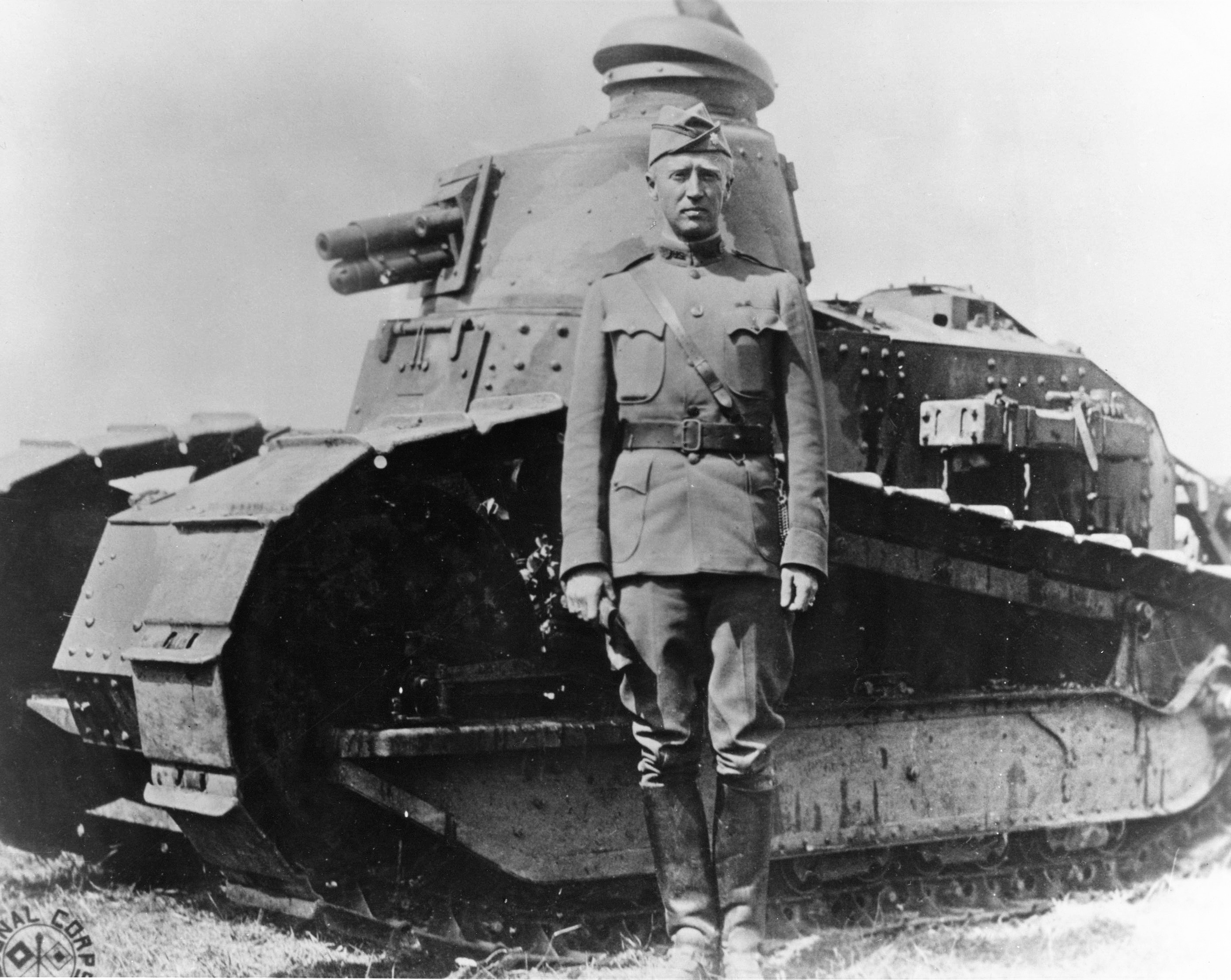
1918年，巴顿在法国与一辆雷诺FT-17坦克合影

潘乔维拉远征结束后，巴顿預計將被派到弗吉尼亚州的弗兰特罗亚尔负责监管陆军的马匹采购，但他向潘兴求助調任他職:46。1917年，美国加入第一次世界大战，潘兴被任命为赴欧远征军指挥官，巴顿向潘兴请求成為其部屬加入戰場，后者接受了这一要求:10。1917年5月15日，巴顿被提升为上尉并准备动身前往欧洲。他与180人组成潘兴的先遣队于5月28日出发，6月8日到达英國利物浦:47。作为潘兴的私人副官，巴顿在巴黎负责监督美国军人的训练直到9月，再前往肖蒙担任一名副官，負責指挥总部连，保卫基地安全。巴顿对这么个职位感到不满意，并开始对坦克产生兴趣，而当时潘兴也正寻求给他指挥一个营:47-48。巴顿在一间治疗黄疸的医院认识了福克斯·康纳（Fox Conner）上校，后者鼓励他选择指挥坦克而非步兵:49。
1917年11月10日，巴顿获令组建一个培訓远征军的轻型坦克学校:10。他离开巴黎到法国陆军的坦克训练学校报到，并曾在此駕駛雷诺FT-17型轻型战车测试其沟槽穿越能力，他还参观了雷诺的一家工厂观察了解坦克生产情况。11月20日，英军在康布雷發動了当时最大规模的坦克战:204-208。12月1日，作为自己旅程的最后一站，巴顿到达距康布雷48公里的阿尔贝，向英国坦克军参谋长——约翰·弗雷德里克·查尔斯·富勒上校了解这场战役的结果:480-483。1918年1月26日，巴顿晋升为少校:49。1918年3月23日，他在上马恩省朗格勒的坦克学校收到了首批共十辆坦克。由於巴頓是當地唯一有实际坦克驾驭经验的人，因此他亲自将7辆坦克从火车上开下来:552-553。巴頓训练坦克兵進行步戰協同戰術，一定程度上令對戰車仍懷有疑慮的步兵軍官更能接受這種武器:50-52。1918年4月3日，巴顿再获升职成为中校，并进入朗格勒的陆军参谋学院深造:53。
1918年8月，巴顿获命执掌美国第1临时坦克旅（後於1918年11月6日改名為「第304戰車旅」），这支轻型坦克旅是塞缪尔·罗肯巴赫（Samuel Rockenbach）领导的坦克军的一部分，隶属美国陆军第一集团军:661-670。巴顿亲自监督了美国军队首批实战坦克的後勤运输，还对其首轮攻击目标进行了侦察，他还下令任何一辆美军坦克都不准投降:38:53。巴顿从9月12日起在圣米耶战役（Battle of Saint-Mihiel）指挥美軍的雷诺坦克:706-708，并且大部分时间都是在前線指揮。他走在坦克的前面进入德军把守的埃塞，在进攻帕内时也坐在最前面的一辆坦克上，希望可以以此鼓励部屬:54-55。
9月26日，巴顿的部队向北面进发97公里到凡尔登参加默茲-阿戈訥攻勢（Meuse-Argonne Offensive），負責支援第1军:706–708，他亲自带领坦克部队穿過濃霧，挺進德军防線8公里深。9点左右，巴顿在带领6名部下和一辆坦克进攻德军位于谢皮附近的机枪手据点时被打中左脚大腿:40:56-57。勤务一等兵乔·安吉洛（Joe Angelo）救了他的性命，并因此获得杰出服役十字勋章:764-766，巴顿被转移前还在一个弹坑裡继续指挥了一个小时的战斗。送醫前，他先在后方指挥部停下来递交了自己的报告，隨後，第326坦克营指挥官塞里诺·E·布雷特（Sereno E. Brett）于巴顿离开后接过其坦克旅的指挥权。疗养期间，巴顿于10月17日晋升为美国国民军坦克兵团上校。他于10月28日回到部队，但在1918年11月18日双方结束敌对状态停战前都没有过參與過其他军事行动:58-59。巴顿因在谢皮的表现获得杰出服务勋章，之后他还于1932年因在战斗中受伤而获得紫心勋章:62。

## 战间年代

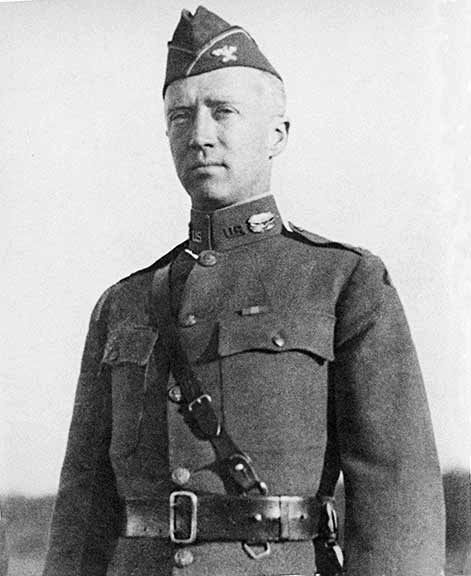
1919年，巴顿在马里兰州米德营临时担任上校。

1919年3月2日，巴顿离开法国前往纽约。战争结束后他被派往米德营，并在1920年6月30日回复到上尉军衔，不过次日就再次被提升为少校。同年巴顿被临时派往哥伦比亚特区，进入一个委员会任职编写坦克操作手册。在这一时期他发展出一种坦克不应只是用来支援步兵，而是应该作为一个独立战斗力量的理念。巴顿支持了約翰·沃爾特·克里斯蒂设计的型坦克，不过这个方案之后因财政上的考量而被搁置:63-64。1919年在哥伦比亚特区期间，巴顿认识了德怀特·艾森豪威尔:46，后者将在他的军旅生涯裡扮演相當重要的角色。自巴顿被调配到夏威夷起，他与艾森豪威尔開始频繁合作，给后者提供了许多帮助，令其得以顺利从总参谋学院毕业:65-66。巴顿与克里斯蒂、艾森豪威尔及另外少数几名军官在两次世界大战之间的年代裡推动了装甲战更多的发展。他们的想法与战争部长德怀特·F·戴维斯产生共鸣，但由于军事预算有限，且現行的步兵與騎兵部隊仍受重視，美国直至1940年才开始大力发展其装甲部队。
1920年9月30日，巴顿不再担任第304坦克旅指挥官，而是重新分配到迈尔堡指挥第3骑兵团第3中队:65-66。巴顿对和平时期的参谋工作感到厌恶，因此花了很多时间撰写技术论文，並到总参谋学院就自己的实战经验发表演讲:63-64。从1922年至1923年中期，他在赖利堡的美国陆军骑兵学校（United States Army Cavalry School）学习了实地军官课程，再于1923年中期至1924年中期到美国陆军指挥和参谋学院（United States Army Command and General Staff College）深造:65-66，在248名学员中以第25名的成绩毕业:57。1923年8月，巴顿在马萨诸塞州塞勒姆救下了多名划船时跌落河中溺水的儿童，他因此获得了银质救生勋章（Lifesaving Medal）:335。之后他被临时指派到波士顿的总参谋部兵团，再于1925年3月被派往檀香山的斯科菲尔德兵营（Schofield Barracks）:65-66。在夏威夷期间，巴顿隶属岛上的防御部队，他还编写了一个名叫“偷袭”的防卫计划，其中预料了一场针对珍珠港的空袭，比大日本帝国海军于1941年12月7日发动的偷袭要早十多年:361。
1927年，巴顿被调至哥伦比亚特区的骑兵政务办公室，在此开始发展出机械化战争理念。不过由于联邦国会取消了拨款，将步兵、骑兵和炮兵合并为联合兵种的试验没能长久。巴顿于1931年离开这裡，回到马萨诸塞州就读美国陆军战争学院（United States Army War College），于1932年6月以优异成绩毕业:67-68。
1932年7月，巴顿担任第3骑兵队指挥官，在陆军总参谋长道格拉斯·麦克阿瑟的命令下前往华盛顿。巴顿于7月28日接过了第3骑兵队600名士兵的指挥权，麦克阿瑟命令巴顿的部下用催泪弹和刺刀对付酬恤金进军事件中抗议的退伍军人。被骑兵驱散的其中一位退伍军人正是在一战中救过巴顿性命的乔·安吉洛。巴顿对麦克阿瑟的行为感到不满，他知道那些退伍军人的要求是合法的，也因此一度拒绝用武力将其驱散。巴顿之后表示，虽然觉得这一做法“最惹人厭”，但还是觉得必須阻止遊行者繼續暴動下去，以保證眾人的生命與財產安全，於是巴頓亲自带领第3骑兵队到宾夕法尼亚大道驱散示威者:58-59:69-70。
1934年3月1日，巴顿被提升为常备军中校，并在1935年初调至夏威夷分部任职。由于对发展前景感到沮丧，巴顿开始酗酒，並据传与自己妻子的外甥女简·哥顿（Jean Gordon）发生婚外情:71-72。
巴顿在这一时期继续打马球和航行。1937年到洛杉矶休长假并航行回来后，他被一匹马踢到，导致腿部骨折。巴顿因此患上静脉炎险些丧命，差点迫使他退役，不过调动到赖利堡骑兵学校学术部门6个月后，巴顿逐渐恢复了健康:71–72。1938年7月24日，他被提升为上校，在克拉克堡带领第5骑兵团，12月他又被再次调至迈尔堡指挥第3骑兵队。他在那裡认识了陆军总参谋长乔治·卡特莱特·马歇尔，后者对巴顿留下了深刻印象，考虑將他薦為將級軍官。不过因為美國尚处承平時期，巴顿依舊是上校军衔，僅具指挥一个团的資格:73-74。

## 第二次世界大战
1939年，第二次世界大战爆发，美国雖然保持中立，但军队已開始部份动员，巴顿力求建立起美国的装甲部队。1940年，巴顿在美国第3集团军的演习期间担任裁判员，并认识了後來被稱作「美國裝甲兵之父」的小阿德纳·霞飛，两人提出建立一支装甲部队的建议。查菲被任命为这支部队的指挥官:75-76并建立了第1和第2装甲师，还建立了首个联合兵种作戰教範。他任命巴顿指挥第2装甲师的第2装甲旅。这个师是当时美国少数以大量坦克构成的部队之一，巴顿负责对其进行训练:82-83。10月2日，巴顿获晋升为准将，并于11月成为代理师长，1941年4月4日升为少将并担任第二装甲师师长:75-76。随着霞飛从第1装甲师指挥官的位置上退下来，巴顿成为美国装甲学说中最突出的人物，他举办了一次高调的大规模演习，指挥1000辆坦克及车辆从乔治亚州的哥伦布移動到佛罗里达州的巴拿马，再于1940年12月回归:77-79，一个月后全师1300台车辆又再次出发行进一个来回:85。巴顿擁有飞行执照，他在这些演习过程中从空中对部队的车辆、坦克进行观察，以找出实战中的有效部署方法:77-79。巴頓的功勋讓他成為當年《生活》杂志的封面人物:106。
1941年6月，巴顿带领第2装甲师参加田纳西演习，仅用9小时就到达了48小时的计划目标。9月的路易斯安那演习期间，巴頓的部隊在第一阶段隸屬红军時有些失利，到了第二阶段，巴頓被分配到蓝军阵营。他的师绕过红军，行进640公里佔領了路易斯安那州的什里夫波特。10至11月的卡罗莱纳演习期间，巴顿的师俘虏了对方军队指挥官休·阿洛休斯·德鲁姆（Hugh Aloysius Drum）:80-82。1942年1月15日，他成为第1装甲军指挥官，一个月后，巴頓在加利福尼亚州帝王谷（Imperial Valley）建立了沙漠训练中心来进行训练:83。他选择了一片占地40平方公里，位于棕榈泉东南方向80公里的广阔沙漠，从1941年末开始演习，一直持续到1942年夏季。:84-85。自当上指挥官的第一天起，巴顿就极力强调裝甲部隊戰鬥時需不斷打擊敵人的必要性。1944年的一场记者招待会上，巴顿对一位战地记者问题的回答即可表明他相當偏好攻勢主義，记者询问巴頓：「第3集团军在法国各地快速进攻時，是否应该放缓来减少美军伤亡？」而巴顿的回答則是：“只要有一點慢下來，你就是在謀害人命。”:542战争期间，巴顿因其对战斗的热忱而得了一个“匪徒”（Bandito）的绰号:xvi，在他领导下的士兵有时调侃道：“我们的血，他的胆量”。尽管如此，巴顿还是广受其部下的爱戴:2，他手下的将士之间也以“那个老家伙”来称呼巴顿:84。

### 北非战场

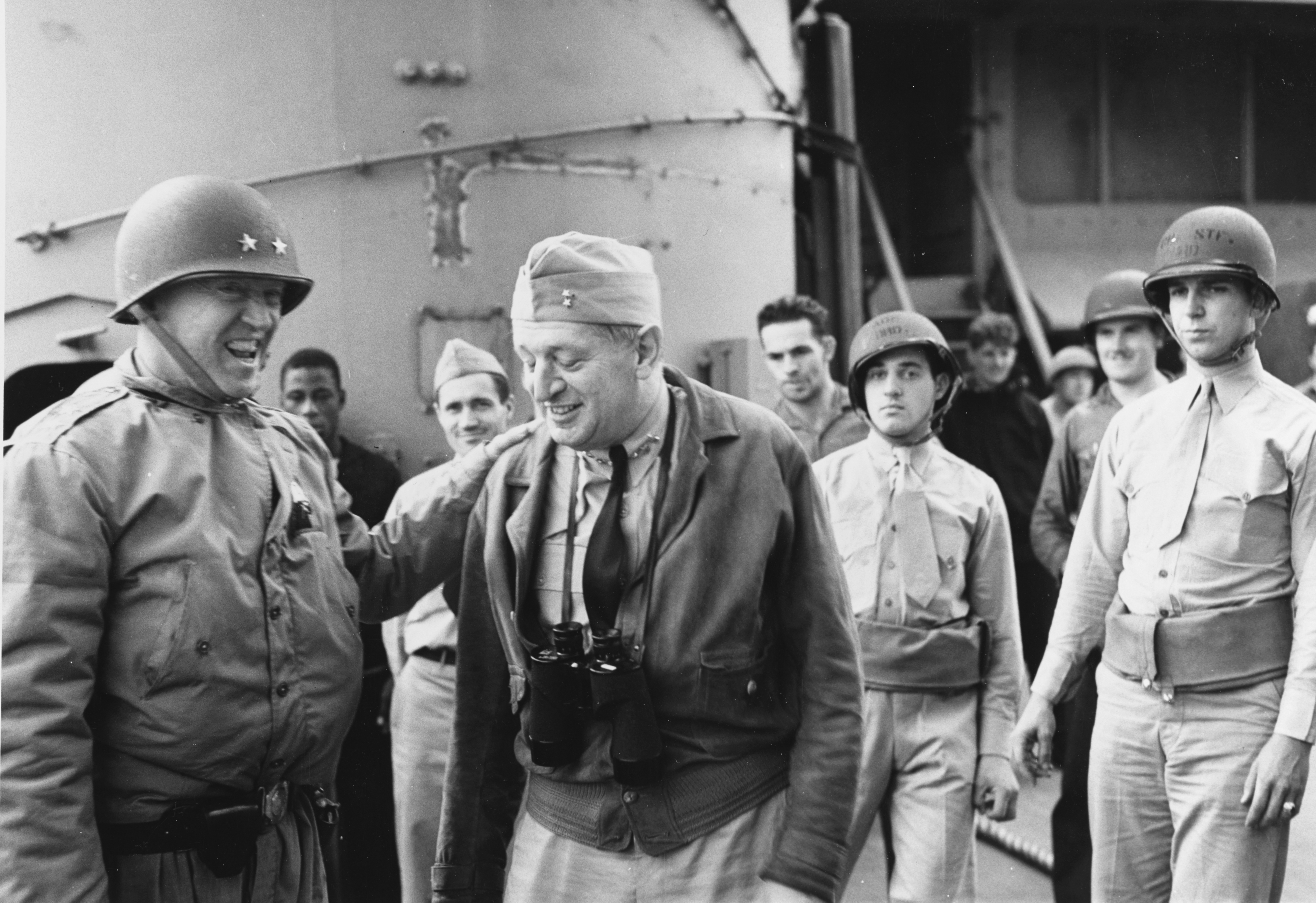
1942年11月，巴顿（左）和海军少将亨利·肯特·休伊特（Henry Kent Hewitt）在北非外海的美国海军奥古斯塔号重巡洋舰上

1942年夏，巴顿经艾森豪威尔指派加入了火炬行动，對北非展開登陸:117-119:90。他指挥24000名将士和100艘船只组成的西方特遣队于1942年12月8日在摩洛哥的达尔贝达周边地区登陆。这一行动遭到了维希法国军队的对抗，但巴顿的手下很快夺取了滩头阵地，并在激烈的交战中推进。11月11日攻下卡萨布兰卡后巴顿与法国将军查尔斯·诺盖（Charles Noguès）经谈判达成一份停战协定:165-166:91-93。摩洛哥苏丹对巴顿相當賞識，后来授予巴顿一枚皇家御座勋章（Order of Ouissam Alaouite），勋章的题词说“躲在巢穴中的狮子也会因他的临近而颤抖”:60。巴顿监督了将卡萨布兰卡转为军港的工作，并于1943年1月協助卡萨布兰卡会议的運行:94。
1943年3月6日，由於美国第2军在凯赛林隘口战役中被德意志非洲军团击败，巴顿取代了劳埃德·弗雷登道尔少将成为第2军新任指挥官，同時晋升为中将。不久，他把奥马尔·布拉德利调來担任副军长。为了提升低迷的士气，让部队在10天内恢复作战，巴顿立即对全军作出彻底调整，命令所有士兵身穿干净整洁和完整的制服、订立严格的时间表，并要求严格遵守军事纪律。透過与士兵进行交谈，巴頓将他们訓練成高效率的战士，除了要求严格外，也依其表現來給予獎賞:96-97。
巴顿的训练是有效的，3月17日，第1步兵师攻下加夫萨，在爱尔圭塔战役（Battle of El Guettar）中取勝，德国和意大利的装甲部队两次被逼退。4月5日，巴顿因第1装甲师師長奥兰多·沃德（Orlando Ward）表现乏善可陈而解除了他的职务。巴顿的军队朝加贝斯进军，向軸心軍的马雷斯防线施压:96-97。这段时间裡他向英国陆军总指挥哈罗德·亚历山大报告，還曾因自己部隊沒有得到空軍支援而与英国皇家空军少将亚瑟·科宁翰（Arthur Coningham）发生争执。当科宁翰派遣的三名军官在巴顿的总部劝他说，英国提供了足够的空中支援时，他们遭到了德国的空袭，巴顿办公室的部分天花板在他们周围坍塌。之后提起發動空襲的德軍飛行員时，巴顿表示：“要是我能找着开这些飞机的那些狗杂种，我会给他们每个人寄去一枚勋章。”:98-99等到他的部队到达加贝斯时，德军已经撤离。巴顿于是将第2军的指挥权交给布拉德利，自己回到卡萨布兰卡指挥第1装甲军協助制定登陸義大利西西里岛的「哈士奇行動」。由于担心美军有流於邊緣化的可能性，他说服了英军指挥官让他们继续战斗到突尼西亚战役结束后盟軍再進行下一步行動:188:98-99。

### 西西里岛战役

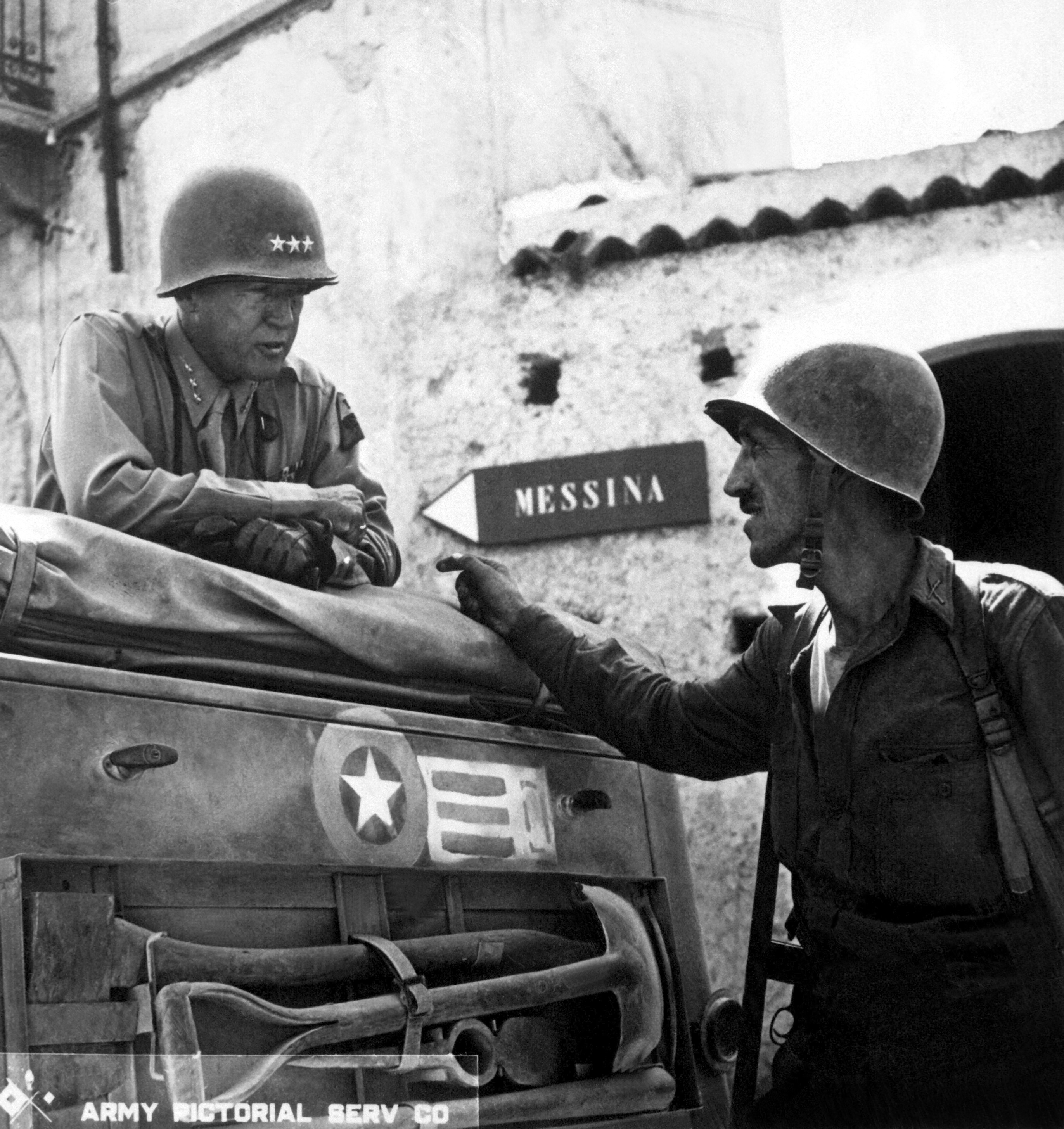
1943年，在西西布罗洛附近的巴顿。

在代号「哈士奇行動」的西西裡岛登陸戰中，巴顿是第7集团军的指挥官，他带领9万名官兵在杰拉、利卡塔和斯科格里蒂（Scoglitti）登陆，並支援从北面進攻的英国第8集团军（由伯纳德·蒙哥马利指揮）。巴顿的第1装甲军在登陆的1943年7月10日清晨前刚刚正式组入第7集团军，他们在利卡塔受到了风和天气的阻碍，但还是成功抢滩。然后他们击退了杰拉的反击:101-104，巴顿在战斗中亲自带领部下与德国援军战斗:201-202。
巴顿起初奉命保护英军左翼，但由于蒙哥马利的部队在前往墨西拿的路上受到德意聯軍的强烈抵抗而进展缓慢，因此亚历山大命令巴顿攻下巴勒莫。作为杰弗里·凯斯（Geoffrey Keyes）领导下一个临时军的组成部分，卢西恩·特拉斯科特（Lucian Truscott）率领第3步兵师于72小时内行军160公里，于7月21日到达巴勒莫。巴顿接下来把目光转向墨西拿:105-107，原先他想迅速發動两栖进攻，但由于登陆艇不足而被延遲，手下的官兵直到8月8日才登上了圣斯特凡诺岛，此時德意軍主力已撤离至意大利本島。8月10日，他下令第3步兵师继续登陆，这引起了大量的伤亡，但也成功逼退德军，然后立即向墨西拿进军:108-109。第三波登陆于8月16日完成，到了晚上22点，墨西拿已经被攻下。在这场战役中，拥有20万人的第7集团军伤亡人数达到7500，不过他们共擊斃與俘虏了11.3万轴心国军人、摧毁车辆3500辆，但还是有4万德国军人和7万意大利军人以及1万辆车辆逃脱:215:110-111。
巴顿在这次战役中的行为引发了一些争议。亚历山大曾于7月19日下令巴顿對墨西拿的进攻有所節制，但巴顿的参谋长霍伯特·盖伊（Hobart Gay）准将声称这条信息“在传送过程中遗失”，直到已经攻下墨西拿后才找到。7月22日，他开枪打死了一对拉车经过一座桥时停下来的骡子。这辆车当时堵住了正遭到德国飞机攻击的美国装甲部队的去路。当骡子的西西裡主人提出抗议时，巴顿用一根手杖打了对方，并把两头死骡子推到桥下:105-107。得知自己的部下在比斯卡里屠殺多位意大利和德军战俘时，巴顿在自己的日记中写道：“我告诉布拉德利，把這些死人都说成是狙击手或是试图逃跑（的战俘）或許有点誇張，但这种事外傳会让报社捅出大漏子、民众也都会发狂。不管怎樣，這些人毕竟死了，那也沒办法了。”:119巴顿还多次与泰利·德·拉·梅萨山艾伦和小西奥多·罗斯福产生分歧，并默许了布拉德利解除他们的职务:466。

### 掌掴事件及后果

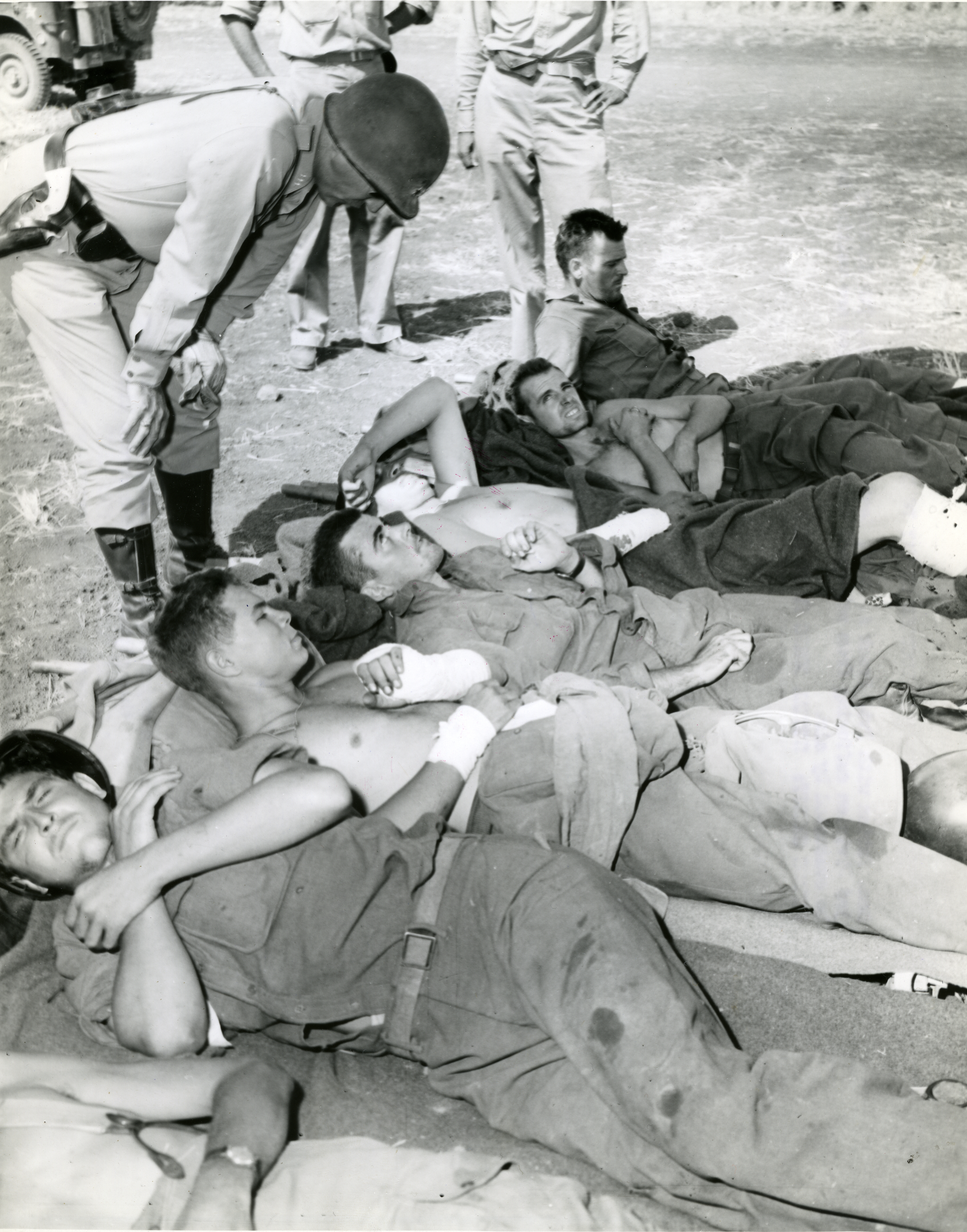
巴顿与将要后送的伤员交谈。

1943年8月，巴顿掌掴了手下两名士兵，此事引发軒然大波。8月3日，他在尼科西亚的一个后送医院打了患有战斗疲劳的二等兵查尔斯·H·库尔（Charles H. Kuhl）的耳光并加以辱骂:331。8月10日，巴顿又在另一个医院掌掴了二等兵保罗·G·伯奈特（Paul G. Bennett），情况与几天前的事件类似:331。巴顿命令两人立即回前线:118，巴顿严词谴责这种在他看来属于懦弱的行为，并向手下的指挥官下令对任何抱怨战斗疲劳的士兵加以管教:117。
这两起事件的消息很快便傳到艾森豪威尔，他私下谴责了巴顿并坚持要其道歉:329。巴顿分别向两名士兵以及见证过事件的医务人员道歉:336，还在之后向自己所有的部下发表幾次相關的演說:338。起初，艾森豪威尔阻止了媒体报道这一事件:535-536，但到了11月，记者德鲁·皮尔森（Drew Pearson）将之通过自己的广播节目抖了出来:120。美国国内对巴顿提出了严厉的批评，其中包括国会议员、退役将军、巴頓的前上司——潘兴就是其中之一:379:160-166。公众对此事反应不一:377，最终战争部长亨利·刘易斯·史汀生表示巴顿必须留在指挥岗位上，因为“在这场激烈的战斗赢得最终的胜利前，”需要有他那“积极进取、胜券在握的领导风范”:543。
巴顿此后连续11个月都没有再指挥军队战斗:122。9月，无论在军衔还是经验上都不及巴顿的布拉德利获选指挥在英格兰成立的美国陆军第1集团军，準備發動登陸歐洲北部的大君主作战:345。据艾森豪威尔所说，这一决定早在掌掴事件为公众所知数月前就已作出，但巴顿还是觉得自己是因为掌掴事件而不能担任指挥官:121。艾森豪威尔觉得进军欧洲事关重大，容不得丁点儿的马虎。他和马歇尔都知道巴顿是一位优秀和积极的集团军级作战指挥官，但布拉德利却拥有两个巴顿显然不具备，但对一位战区级别战略统领非常重要的特性：冷静、理性的风范和一丝不苟并保持一致的习性。掌掴事件只是进一步确认了艾森豪威尔对巴顿身为指挥官缺乏纪律和自控能力的印象:348。1944年1月26日，巴顿被正式任命为美国陆军第3集团军的指挥官，这是一支刚刚到达英国的野战军，其中大部分士兵没有实战经验。巴顿的任务是训练这支部队令其对即将到来的大君主作战做好准备，届时第3集团军将与其他盟军部队一起发动诺曼底战役，对纳粹德国发起总攻:124:407。1944年初巴顿都一直在执行这项任务:423。
德軍高層敬重巴顿胜过其他任何一位盟军将领，并认为他将是任何从英国进军欧洲军事行动的核心:127。正因如此，盟軍在1944年初設計的坚忍行动欺敵計畫裡把巴顿設為盟軍入侵歐洲的关鍵人物:409。盟军让德国情報網大量收到假情报，使其誤認為巴顿已经被任命为美国第1集团军群的指挥官，并且正在对进军加来海峡省作准备。但第1集团军群实际上根本不存在，而是在多佛尔附近地区使用道具和无线电信号等手段做诱饵来误导德军的侦查机，让轴心国领导人相信这一地区有大批部队集结。整个1944年初，巴顿遵照上级命令保持低调，使德国人以为他人一直在多佛尔，而他实际上正在英国训练第3集团军:127。坚忍行动的效果卓越，德国第15集团军一直在加来省等待着巴顿率軍进攻:128，甚至在1944年6月6日盟军进攻诺曼底后還繼續等著。一个月后，巴顿飞往法国回归作战指挥任务:132。

### 诺曼底的突破性攻势
到达诺曼底后的整个七月，巴顿的第3集团军形成了盟军地面部队的最右翼（西方），巴顿的朋友吉尔伯特·R·库克本是第3集团军的副总指挥，但由于患病而被巴顿解除了职位，这个决定让库克“深感震惊”。布拉德利美国第12集团军群下的第3集团军于1944年8月1日正午开始行动，同时往西进攻了布雷斯特，往南和东面朝塞纳河进军，向北协助在法莱斯和阿尔让唐之间进行的法莱兹包围战，俘获数十万德国官兵:135-136, 139-140。
巴顿和他部队的战术偏向于快速和主动的进攻，他的部队与其他三个盟军集团军相比在最初几星期遇到的抵抗也比较少:137。第3集团军会采取向前方派出侦察队的方式來确定敌军位置和战斗力，之后将自行火炮移至矛头部队，选择一个向前的良好位置安放，准备通过间接火力对受到掩护的德军阵地进行攻击。如派珀L-4（Piper L-4 Cub）之类的轻型飞机担任炮兵监察并提供空中侦察。一旦发现目标，装甲步兵会以坦克作为步兵支援展开攻擊，接著其他装甲部队就会突破敌人防线、擴大缺口、不断施压迫使德军撤退，防止他们重新组织成一道堅強的新防线:215-216。美军利用火力侦察前进，.50口径的白朗宁M2重机枪在这一任务中发挥了很好的作用，经常对正在埋伏等待来进行偷袭的德国反坦克榴弹发射器部队造成巨大伤害，而且也擊潰了德军步兵对美国装甲步兵的攻势:212。
巴顿军队的进攻速度很大程度上依赖于空中侦察和空中战术支援:215-216。第3集团军在总部拥有数量远超其他部队的军事情报人员，专门对空中打击进行协调:44，其对应的近距离空中支援组是由奥托·P·韦兰德（Otto P. Weyland）准将指挥的第19战术航空司令部，该單位是由埃尔伍德·克萨达（Elwood Quesada）专为美军第1集团军发动「眼镜蛇行动」而編列的，使用战术為由一位身处正在进攻坦克中的空中交通管制员对密接支援作出指示，这一战术得到了第3集团军的广泛使用。每一个队列都会得到3到4架和战斗-轰炸机的空中战斗巡逻掩护:85。
在从阿夫朗什进军阿尔让唐的过程中，第3集团军只用了两周时间就前进了97公里。巴顿每天会听取情報官奥斯卡·W·科奇（Oscar W. Koch）上校关于“极端”（Ultra）情报小組的汇报，告知他有关德国反击的动向和应在何处布署兵力等:138。对于第3集团军在法国北部的进军同样重要的是补给梯队的快速推进，第3集团军的后勤补给由沃尔特·J·穆勒（Walter J. Muller）上校监督，他强调灵活性和即时反应，并对补给梯队进行调整，以便能够让前方部队快速取得突破。巴顿向洛林的快速进军展示了他对美国军队技术上优势的敏锐反应。美国和盟军的主要优势就是机动和空中优势。美国陆军有更多的卡车，性能更可靠的坦克以及更好的无线电通讯系统，这些都在快节奏的进攻中发挥了重要作用:217。

### 洛林战役

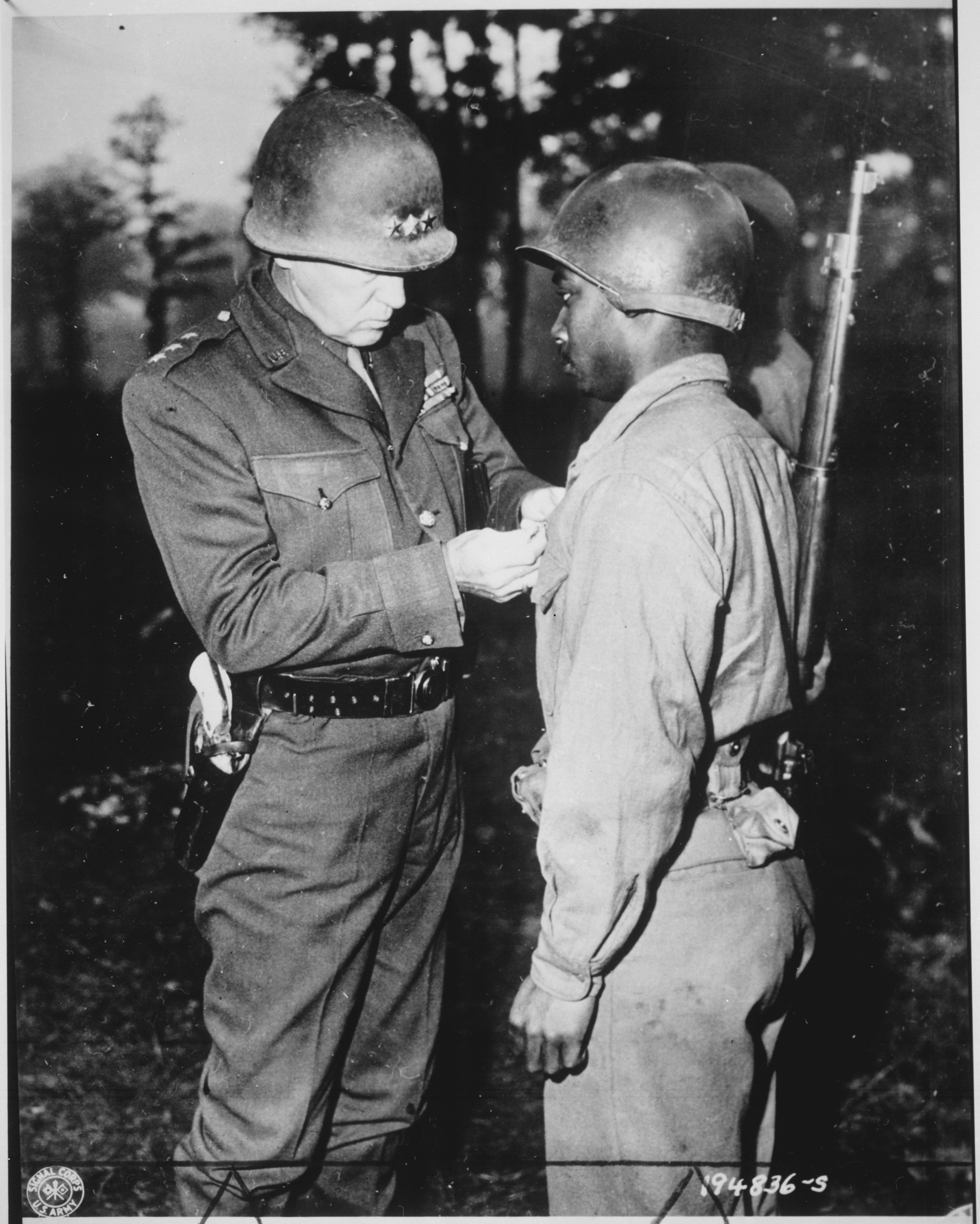
1944年10月，巴顿授予手下二等兵欧内斯特·A·詹金斯银星勋章

1944年，由于第3集团军在梅斯外不远的摩泽尔河附近用完了燃料，巴顿的进攻也告中止。巴顿期望战区指挥官保持燃料和补给畅通来支持进军，但艾森豪威尔的戰略偏向于在部隊全面推进、認為单一部队進行深入进攻時將會使侧翼失去保護而容易被擊敗，同时艾森豪威尔也優先让蒙哥马利带领的第21集团军群可以更优先地获得补给，以接下來發動該人策劃的大攻勢——市场花园行动。由於其他部队都對有限的資源有所需求，第3集团军耗尽了燃料供应而無法前進。巴顿相信自己的部队已经足够接近齐格菲防线，他对布拉德利指出，只要給他40万加仑汽油，自己可以在两天内打进德国:141。9月末，一支德国装甲部队發動進攻，试图阻止巴顿第3集团军的进军，但在阿尔拉库尔战役（Battle of Arracourt）中被美国第4装甲师击败。尽管巴顿获得了此战的胜利，艾森豪威尔仍命令第3集团军留在原地待命，德军指挥官也因此誤以為德軍发动的反攻获得了成功。
第3集团军在9月的停顿已经使德軍爭取到足夠的時間來強化梅斯的防御工事（fortifications of Metz）。10月和11月，第3集团军与德军在梅斯战役（Battle of Metz）中陷入僵持，双方都遭受了惨重的伤亡。不过到了11月中旬，美军还是成功攻下了梅斯:142。巴顿攻下这个城市的决定受到了批评，战后接受过采访的德军指挥官表明，巴顿其實大可直接绕过这座城市，向北进发到达卢森堡，并在那裡截断德军第7集团军:546。德军在梅斯的指挥官赫尔曼·巴尔克（Hermann Balck）将军也指出，一个更直接的进攻可以让盟军在这个城市获得更具决定性的胜利。历史学家卡罗·埃斯特（Carlo D'Este）后来写道：「洛林战役是巴顿最不成功的战役之一，他错在没有更积极果断地对自己的军队作出部署:669」。由於盟軍的补给作業在安特卫普可供使用前一直優先供應給資源甚缺的蒙哥马利部队，巴顿为自己的部队缺乏进展而發愁。自11月8日至12月15日，第3集团军只前进了不到64公里:143-144。

### 突出部之役

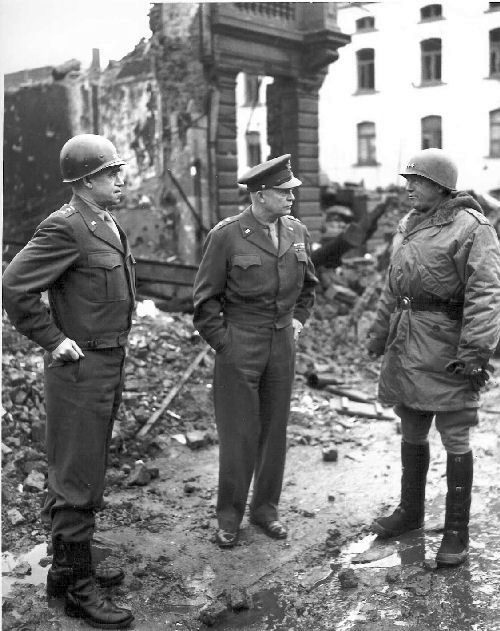
1945年，身在歐洲戰場的布拉德利、艾森豪威尔與巴顿。

1944年12月，德军在格特·冯·伦德施泰特元帅指挥下穿过比利时、卢森堡和法国东北部展开了最后一搏的攻势——「萊因守望行動」。1944年12月16日，德军集结了29个师共25万人的兵力进攻盟军战线的一个薄弱点。這一战史称突出部之役，战局初期欧洲正值多年来天气最恶劣的一个冬天，德軍朝默兹河方向取得了显著的进展。12月19日早上，艾森豪威尔召集西部战线的所有盟军高级将领在凡尔登附近的一个总部开会，对德国的进攻商讨对策:675-678。
这个时候，巴顿的第3集团军正在萨尔布吕肯附近展开激战。猜测盟军将领意图的巴顿命令部下制订了三个不同方案，可將第3集团军的單位即時切割成子單位，向目前被德軍佔領的地區發動多重攻勢:77。最高統帥部的会议由艾森豪威尔主持，出席者包括巴顿、布拉德利、雅各布·L·德弗斯上将、肯尼斯·斯强恩（Kenneth Strong）少将、以及盟軍最高統帥部副司令空军元帅亚瑟·泰德以及大批的参谋官员:599。当艾森豪威尔询问巴顿需要多长时间可以在第3集团军中分离出6个师、朝向北反击以解救被困在巴斯托涅的第101空降师時，巴顿回答：“只要你和我说完了就行”:75。然后他澄清自己已经安排了3个整师于12月21日，即会议后48小时左右展开反击:75。艾森豪威尔对此感到怀疑：“可别做糊涂事啊乔治。你要是那么早就行动是不会有三个完整师做好準備的，到时候你就只能零敲碎打了。”巴顿回答他的部下已经有了一份应急预案准备行动。艾森豪威尔还是觉得难以置信，他命令巴顿在12月22日早上至少带领三个师发起进攻:148-149。
巴顿离开会议室，打电话给自己的部下说了两个字：“开球”。接到这个代码命令的手下启动了三个师的动员工作，分别是第4装甲师、第80步兵师和第26步兵师，动员他们向北面的巴斯托涅进发:77。巴顿重新佈署了第3和第12军中一共6个完整师的兵力，从他们在萨尔河前线的位置沿着一条线从巴斯托温延伸至迪基希和埃希特纳赫（Echternach）:78。在几天的时间裡，超过13.3万辆第3军车辆重新转入进攻，共计行进了240公里，之后跟随着截有62000吨物资的支援梯队:79。
12月21日，巴顿与布拉德利会面对即将开始的进攻进行核查，巴顿一开始就说：“布拉德（Brad，布拉德利的綽號），是时候让德国人把脑袋探进绞肉机裡了，我已经抓好操縱桿了啦”:77，然后巴顿要求让自己的第3集团军向科布伦茨展开进攻，从那裡切断突出部，把所有德国人困在攻势之下。经过短暂的考虑后，布拉德利否决了这个提议，因为他更关心的不是杀死大量的德军，而是在巴斯托涅陷落前加以解救:148-149。由于期望自己进军时能有个好天气，从而获得美国陆军航空队的近距离地面支援，巴顿命令第3集团军的随军牧师詹姆斯·奥尼尔（James O'Neill）上校谱写了一段合适的祈祷词：“万能而又最仁慈的主啊，我们谦卑地恳求您的大恩，约束这些我们不得不面对而且毫无节制的降雨。给予我们战斗的公平天气。优雅地倾听我们作为士兵向你的请求，以你的力量加以武装，我们可以从胜利走向胜利，粉碎我们敌人的压迫和邪恶，建立起你那人与国家之间的正义。阿门。”之后天气果然很快好转，巴顿于是当场授予奥尼尔一枚铜星勋章:535-536。
1944年12月26日，第3集团军的第4装甲师先锋部队到达巴斯托涅，打開了一條救援被圍美軍的補給線。巴顿将在冬季组织起來的6个师脱离战斗前线，然后北上解救巴斯托涅的被困友军是他在战争期间最卓越的一項成就:152-153。他之后写道，解救巴斯托涅是“我们迄今为止所进行的最辉煌的行动，而且在我看来也是这场战争中最杰出的成就，这是我最大的一战”:79。

### 进军德国
到了2月，德军已经全线撤退，巴顿的部队則開進了萨尔，但他又一次发现其他的部队可以优先获得汽油和补给:156。为了获得这些，第3集团军军械部门设法冒充第1集团军人员，并且在一次事件中从第1集团军的转倾仓库获得了数千加仑汽油。从1月29日到3月22日，第3集团军攻下了特里尔、科布伦茨、宾根、沃尔姆斯、美因茨、凯撒斯劳滕和路德维希港，打死打伤99,000名德军，俘虏14万零112人，这几乎是德国第1和第7集团军的所有殘部。在此期間，巴顿曾接到绕过特里尔不要进攻的命令，因为高层认为需要有4个师才能拿下这裡，但接到命令时特里尔已经落入美军之手，巴顿于是挖苦地回应道：“已经用两个师拿下特里尔，请问你這是要叫我还给他们（德軍）嗎？”
3月22日，第3集团军在建好桥梁后开始跨越莱茵河:157，巴顿之后吹嘘自己过河时曾向河裡撒尿:322。

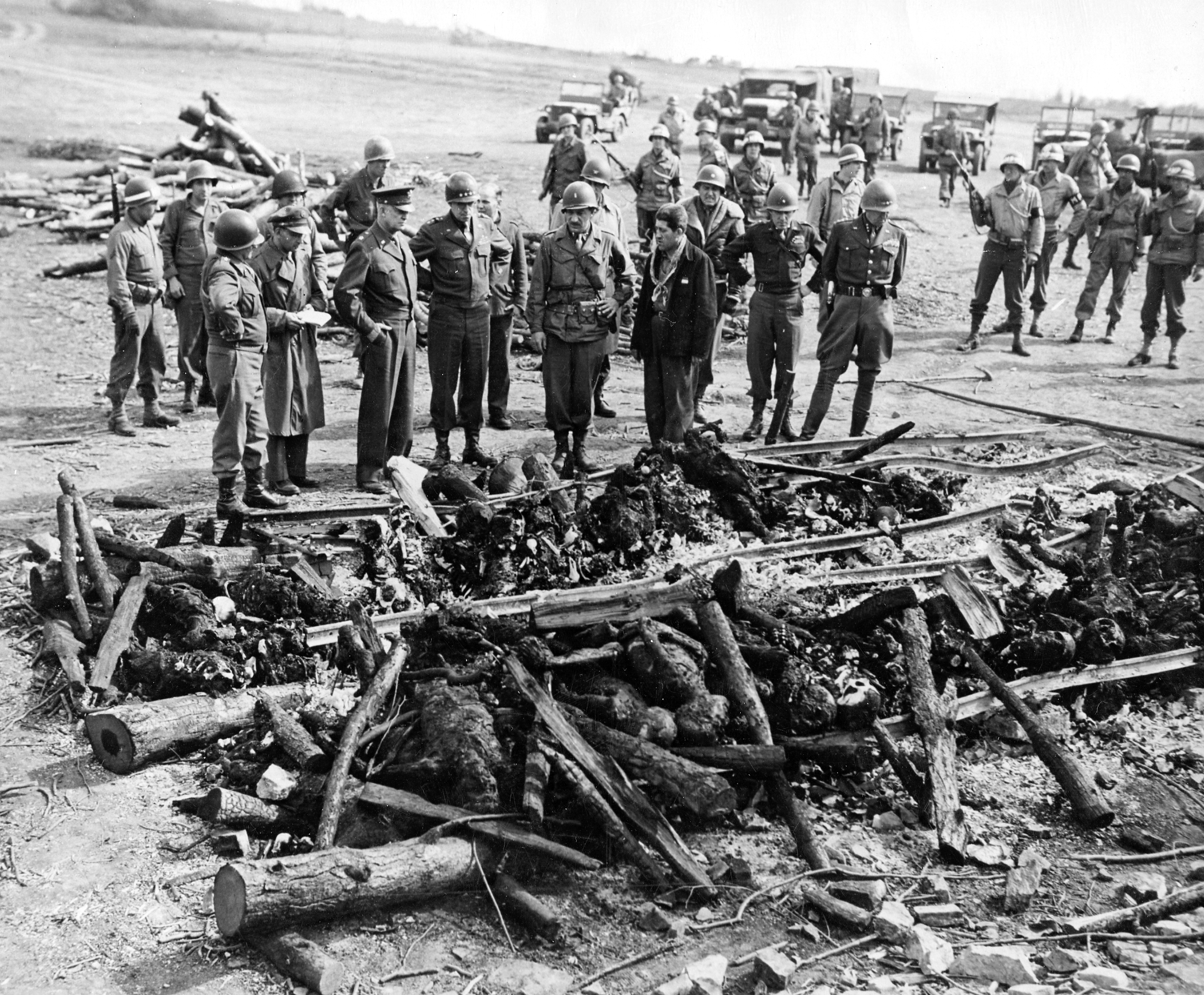
1945年4月12日，艾森豪威尔、布拉德利和巴顿视察解放后奥尔德鲁夫集中营（Ohrdruf concentration camp）的一个火葬柴堆

1945年3月26日，巴顿派出有314人，16辆坦克以及其它各种车辆组成的鲍姆特遣队（Task Force Baum）前往德军战线后方约80公里的哈梅尔堡附近解放13B軍官戰俘營（Oflag XIII-B）。其中一名戰俘是巴顿的女婿约翰·K·沃特斯（John K. Waters）中校（在北非被德軍所俘）。然而这场突袭失败了，特遣隊仅35人生还，其他人不是被杀就是被俘，57台车辆都没了。集中营指挥官君特·冯·高克尔（Günther von Goeckel）少将打电话来呼吁休战。他同意与包括一名德国军官在内的多人一起充当中介，自愿走出集中营和美国人见面。可就在这位德国军官向他的同胞说明情况前，沃特斯在走向美国人时被一位不知情的德国士兵开枪打中臀部。他马上被带回集中营由一位在此实习的塞尔维亚医生予以治疗。当艾森豪威尔得知这起秘密行动时，他气疯了:158-159。巴顿之后报告这是自己在战争期间犯下的唯一一个错误，他觉得正确的做法应该是派出一个大上三倍的部队。
4月，对第3集团军的抵抗已经逐渐减弱，部队主要致力于管理為數約40万的德国战俘:158-159。1945年4月14日，巴顿被擢升为上将，战争部长史汀生主张以此晋升来认可巴顿在1944年战争期的战斗成就:655。当月晚些时候，巴顿、布拉德利和艾森豪威尔一起参观了梅尔克斯盐矿和奥尔德鲁夫集中营，这一过程中的所见所闻让巴顿非常厌恶。隨後，第3集团军受命前往巴伐利亚和捷克斯洛伐克，预计那裡会有纳粹德国最后的一部分军队。据说巴頓得知蘇軍即將攻下柏林时感到相當驚訝，他認為後者將是自軍部队前往比尔森的一个威胁，但在戰爭結束前不久，艾森豪命令巴頓的部隊止於布拉格:160–162。
在从莱因河到易北河的进军过程中，巴顿的第3集团军的人数约为25万至30万，他们一共占领了84860平方公里的德国领土，受到的损失为2102人阵亡、7954人受伤和1591人失踪，而与第3集团军对抗的德军则共有20100人阵亡、47700人受伤和65万3140人被俘:194-195。
从1944年8月1日加入战斗开始，到1945年5月9日敌对状态结束，第3集团军共计连续作战281天。这一期间跨过了24条大河、占领了21万1000平方公里领土，其中包括12000个城市和城镇。第3集团军声称一共击毙、打伤或俘虏了181万1388名德军士兵，这个数字相当于其总人数的6倍:194-195。富勒对第3集团军纪录的核查中只在击毙和打伤的人数上有所不同，其中认为从1944年8月1日到1945年5月9日，第3集团军共击毙敌军47500人、击伤11万5700人、俘虏128万零688人，共计144万3888人。

## 战后

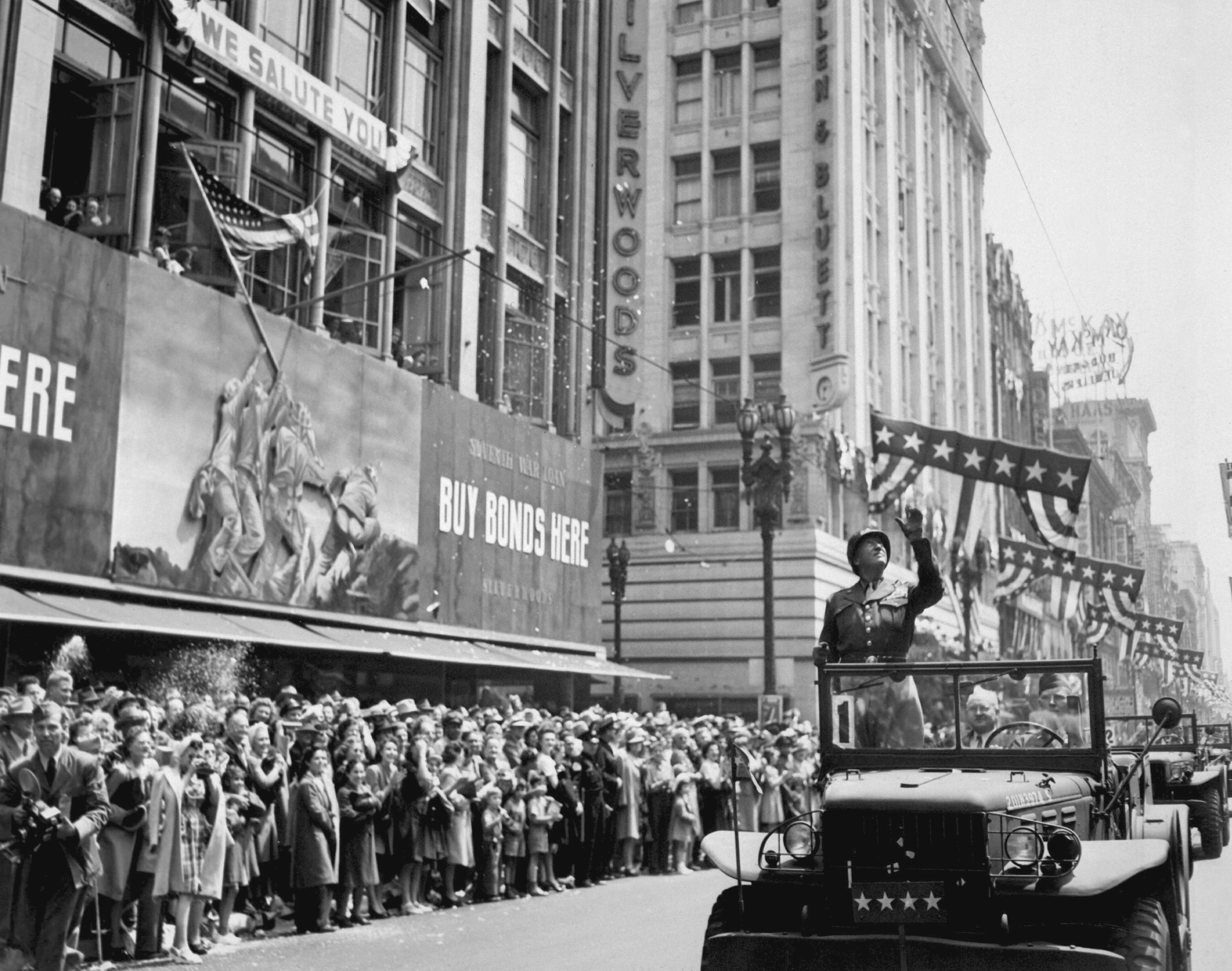
巴顿在加利福尼亚州的洛杉矶参加一场游行

巴顿恳求马歇尔以任何可能的方式让自己加入太平洋战区的战斗，马歇尔表示只有在中国获得一个主要港口以便他能够进入的情况下才行，但這種情况可能性很低:160-162。5月中旬，巴顿飞到巴黎，然后再到伦敦休息。6月7日，他到达马萨诸塞州的贝德福德（Bedford），打算全家一起在这裡休一段长假，迎面而来的是成千上万的观众。巴顿于是驱车前往哈奇纪念贝壳剧场向包括400名受过伤的第3集团军退伍老兵在内的约20000名群众讲话。在这场演讲中他影射死在战场上的人是“傻子”，真正的战斗英雄是那些傷兵，此話引起了少許争议:163-164。巴顿在波士顿待了一段时间，然后前往丹佛参观并发表了演讲，之后又到达洛杉矶，在洛杉矶纪念体育场对10万名群众演讲。他最后到达的是哥伦比亚特区，并在7月回到欧洲在指揮德國占领军的部隊:163-164。
巴顿被任命为巴伐利亚军政府首长，他在这裡带领第3集团军执行去纳粹化的任务:163-164。得知对日本的战争也已经结束后巴顿特别心烦，他在自己的日记中写道：“又一场战争结束了，就像我对这个世界的作用一样。”:163-164
由于对自己的处境不满，而且深为相信自己再也没有机会打另一场战争，巴顿的行为和言辞开始变得日益飘忽不定。在这一点上，对巴顿失望背后的行为有着多种不同的解释。卡罗·埃斯特写道：“这看起来几乎是不可避免的……巴顿因为头部受了太多的伤而经历了一定类型的脑损伤”，这主要是指巴顿一生中的多次与汽车、马匹有关的事故，特别是1936年打马球时的一次:535-536。巴顿妻子的外甥女简·哥顿又出现了，他们于1944年一起在伦敦生活了一段时间，1945年又在巴伐利亚待过。哥顿实际上还爱上过去一位年轻的已婚上尉，但他于1945年9月回到了自己妻子身边，留下了郁闷的哥顿:744。巴顿一再吹嘘自己和这位年轻女子在性生活上的成功，但他的传记作者对此表示怀疑，并认为两人的关系只是马马虎虎:535。肖沃尔特相信巴顿在极大的身体和心理压力下，通过声称性征服来证明自己的男子汉气概。埃斯特也有同样看法，他写道：“他（巴顿）1936年（在夏威夷）和1944至1945年的行为都表明，年轻而诱人女性的陪伴，足以平息一个中年男性对自己男子汉气慨的忧虑和困扰以及对衰老的恐惧。”:743
一些前纳粹党成员继续保留了他们在该地区的政治职位，而巴顿作为军政府首长对此的回应引起了争议:163-164。当对媒体有关这一方面的问题作出回答时，巴顿反复将纳粹与民主党和共和党比较，指出大部分拥有基础设施管理经验的人都在战争期间被迫入党，这在美国本土引发负面报道，艾森豪威尔更是愤怒:16:165-166。1945年9月28日，艾森豪威尔经过一段激烈的陈述后解除了巴顿的军政府首长职务，之后又于10月7日被解除第3集团军指挥官一职，在一次指挥权交接仪式上，巴顿给出了自己的告别辞：“所有美好的事情总会结束。至今為止，我所經歷過最美好的事物就是曾擁有指挥第3集团军的荣誉和特权。”:165-166
巴顿最后的一项任务是在巴特瑙海姆指挥美国第15集团军。这一集团军当时只有很少一部分总部工作人员负责编撰欧战历史。巴顿因热爱历史而接受了任命，但很快就对这一工作失去了兴趣。他开始四处旅行，先后到达巴黎、雷恩、沙特尔、布鲁塞尔、梅斯、兰斯、卢森堡、凡尔登:165-166以及斯德哥尔摩，他在这裡与其他几位参加过1912年奥运会的运动员重聚。巴顿决定12月10日回家过圣诞节后就不再回第15集团军和欧洲了，他打算和妻子商量自己是到国内岗位任职还是退休:167。

## 逝世

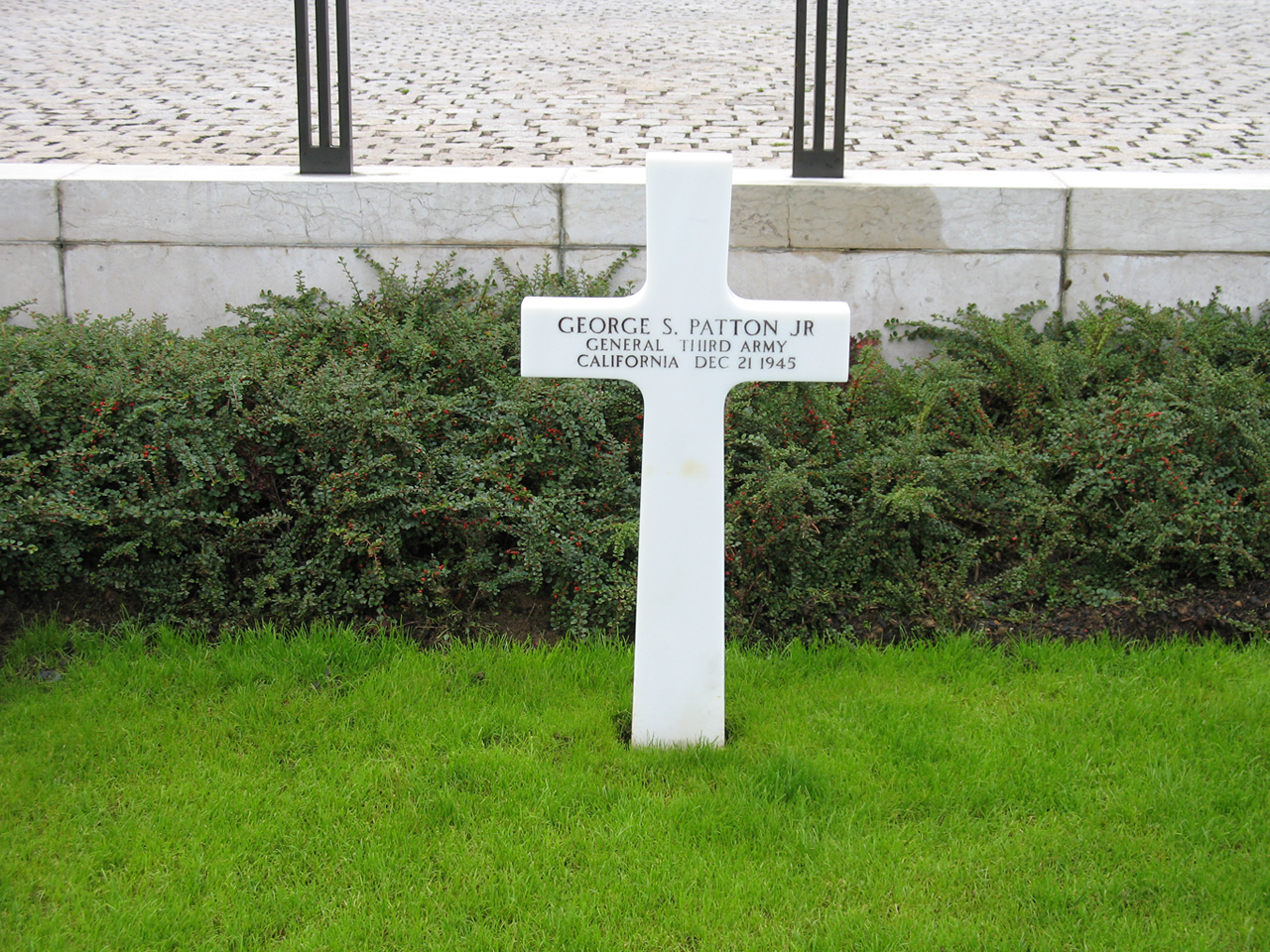
巴顿位于卢森堡的坟墓

12月8日，巴顿的参谋长霍巴特·雷蒙德·盖伊邀请他到施派尔附近去打野鸡来提提神。12月9日11点45分，巴顿和盖伊一起坐在由一等兵霍勒斯·L·伍德林（Horace L. Woodring）駕駛的巴顿1938卡迪拉克75型轿车上，他们开到一个铁路路口时停下来等待火车通过。巴顿看着路边废弃的车辆，并在汽车慢慢经过铁轨路口时说：“想想这些废墟，战争真是可怕。”这时一辆正駛往军需仓库、由技术中士罗伯特·L·汤普森（Robert L. Thompson）驾驭的2.5吨小卡车逐渐接近，但他到了巴顿一行的车前方时突然向左急转。伍德林也猛地踩下刹车并向左急转，雖有減速但仍与卡车相撞:167。
伍德林、汤普森和盖伊都只是有些轻微的擦伤，但巴顿的头部撞在了后座与驾驭室之间的玻璃隔断上，头部劃出的傷口也马上开始流血，并告知汤普森和盖伊自己动弹不得而且呼吸困难。巴顿被送到海德堡的一家医院，被诊断出患有压缩性骨折，第3和第4椎骨也有错位，这意味着颈部和脊髓受伤，将导致他从颈部以下终身瘫痪。之后12天的大部分时间裡巴顿都在接受脊柱牵引来减少脊柱受到的压力，虽然在这一过程中会有些疼痛，但据报告他从没抱怨过。除了从美国飞来的巴顿妻子的探视外，其他任何人的非医疗性探视都没有被获许。當巴顿得知自己永远都不可能再骑马或是恢复正常人的生活后表示：“这样的死法真他妈太绝了。”1945年12月21日18点左右，美国陆军上将小乔治·史密斯·巴顿因肺水肿和心衰竭在睡梦中去世，享年60岁:168-169。按照他“与我的人埋在一起”的遗愿，巴顿将军被葬在卢森堡哈姆区的卢森堡美军公墓和纪念馆，与第3集团军的其他阵亡将士们永远待在了一起。

## 影响
巴顿多彩的个性，强硬的领导风范以及作为一位指挥官的成功，与他政治上的频繁失策结合起来，产生了一个复杂且往往是矛盾的形象。巴顿出色的演讲技能被视为他激励部下能力不可分割的一部分:ix。历史学家特瑞·布莱顿（Terry Brighton）总结认为巴顿“傲慢、想出风头而且有个人缺陷，但……仍然是那场战争中最伟大的将军之一”:xv。巴顿对装甲战和领导风格也有着实质性的影响，他去世后，美国陆军将巴顿的许多进攻战术加入训练课程中。许多军官都声称从巴顿身上受到启发。战后设计的首款美国坦克也被命名为M46巴顿坦克:viii。
多位男演员曾在银幕上扮演过巴顿。其中最具知名度的是乔治·坎贝尔·史考特在1970年的电影《巴顿将军》中的表演，他之后还在1986年的迷你电视剧集《巴顿最后的日子》（The Last Days of Patton）中饰演了同一角色。斯科特对巴顿标志性的描述，特别是巴顿对第3集团军的演讲，为其赢得了第43届奥斯卡最佳男主角奖，并且将巴顿以一个民族英雄的角度带进了流行文化中:1。扮演过巴顿的其他男演员还包括：1957年美国广播公司宗教故事选连续剧《十字路口》中的一集《巴顿祈祷》裡面的史蒂芬·麦纳利（Stephen McNally），1963年电影《白马的奇迹》（Miracle of the White Stallions）中的约翰·拉奇（John Larch），1966年电影《巴黎战火》（Is Paris Burning?）裡面的柯克·道格拉斯，1978年电影《目标大作战》（Brass Target）中的乔治·肯尼迪（George Kennedy），1979年的迷你剧《艾克》（Ike）中的达伦·麦克加文（Darren McGavin），1988年的电影《潘乔·巴恩斯》（Pancho Barnes）中的罗伯特·普伦提斯（Robert Prentiss），1989年的电影《双倍曝光：玛格丽特·伯克-怀特的故事》（Double Exposure: The Story of Margaret Bourke-White）裡面的米歇尔·瑞恩（Mitchell Ryan），1989年迷你剧《战争与回忆》中的劳伦斯·道布金（Lawrence Dobkin），1997年的电影《遥遥归乡路》（The Long Way Home）中的爱德华·阿斯纳，2006年的迷你剧集《男人，瞬间，机器》（Man, Moment, Machine）中的丹·希金斯（Dan Higgins），2008年的电影《美国颂歌》（An American Carol）中的凯尔希·格兰莫（Kelsey Grammer）等以及2020年的電影《無聲救援》（Resistance）中的艾德·哈里斯。

### 形象

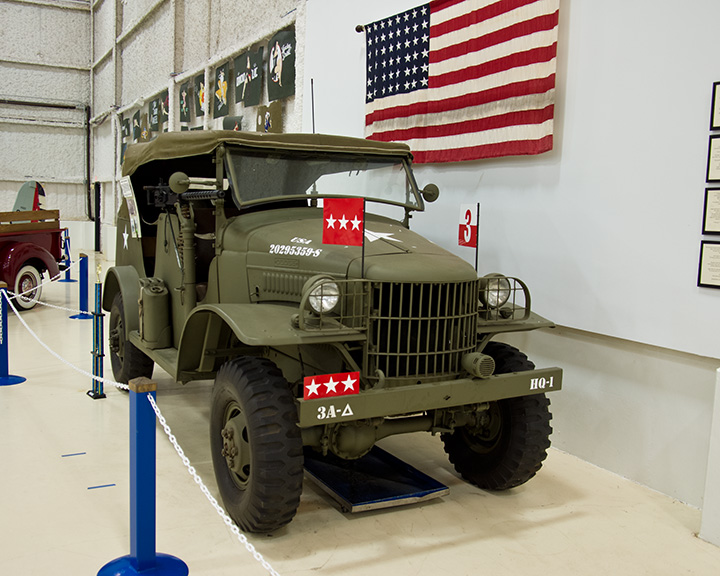
巴顿二战期间所乘车辆的复制品

巴顿刻意给自己培养华丽而独特的形象，他相信这能够激励部下。他佩带花俏的象牙手柄史密斯威森M27.357麦格农左轮手枪:xvi:9，头戴擦得发亮的头盔、脚穿骑兵高筒靴、身上不是华丽的礼服就是馬裤:478:77-78。巴顿也以在顶部漆成红、白、蓝色的坦克中监督训练和演习而为人熟知。他的吉普车前后会有超大的职级标牌，还配有高音喇叭宣布他的到来。巴顿还曾为新成立的坦克兵团提议过新的制服，上有抛光的钮扣、金色头盔，是一套深色、厚实的棉服西装，这一提议被媒体嘲笑是“青蜂侠”，军队也没有接受:77-79。历史学家艾伦·阿克塞尔罗德（Alan Axelrod）写道：“在巴顿看来，领导从来就不是制订计划和发出命令这么简单，而是在于把一个人自身转变成一个符号。”:80-82巴顿也有意地表现出对荣耀的强烈渴望，要求军官在战场上与士兵一起作战。他是海军上将霍雷肖·纳尔逊的崇拜者，后者在领导特拉法加海战时就身着全套制服而引人注目:80-82。巴顿认为勇敢是最重要的事情:14-15，在战斗也会标明自己的军衔让自己特别显眼，一战期间，他还曾坐在一辆坦克顶部冲进德军控制的一个村庄来鼓励自己的部下:54-55。他也坚定地相信宿命论:4，并且毫不掩饰自己的转世的信仰，相信自己前世曾是拿破仑手下战死沙场的将领或是軍官、士兵:36-37:11-12。
巴顿练习出了一种发表富于魅力演讲的能力，这部分是因为他拙於閱讀:67-68。他的演讲中会有大量的粗话，这通常很受士兵欢迎，但也让包括布拉德利在内的其他军官感到冒犯:578。他最具知名度的一系列演讲是在大君主作战向第3集团军将士们发表的:130-131。他也以这些讲话中的直率和俏皮话闻名。巴顿曾说过：“德军最危险的两件武器就是我们自己的”装甲半履带车和吉普车。前者是因为小子们都打了鸡血，以为自己是坐在坦克裡面；后者则是因为（我們）驾驶技术过于糟糕的司机实在太多了。突出部之役期间，他曾表示盟军应该“让这些狗娘养的（德国人）一直去到巴黎，然后我们就可以截断他们再卷起来（吃掉）”。他还曾开玩笑说自己的第3集团军可以“把英国人赶到海裏去，再来一次敦刻尔克”。
随着媒体对巴顿关注度的提高，他的直言不讳激起了一些争议，包括他在1945年把纳粹和民主党、共和党两党相比较的言论:165-166，巴顿同年晚些时候在一场演讲中称赞多位受伤的老兵才是战争中“真正的英雄”，无意识地冒犯了那些孩子战死沙场的父母:163-164。他最大的争议是在霸王行动前向一位记者暗示：英国和美国，不包括苏联，将会成为战争结束后世界的主宰，这让当时关系已经很微弱的同盟关系变得紧张:586。艾森豪威爾則表示，巴顿虽有许多成就，但欠缺考虑这个缺陷限制了他的领导潜力:337。

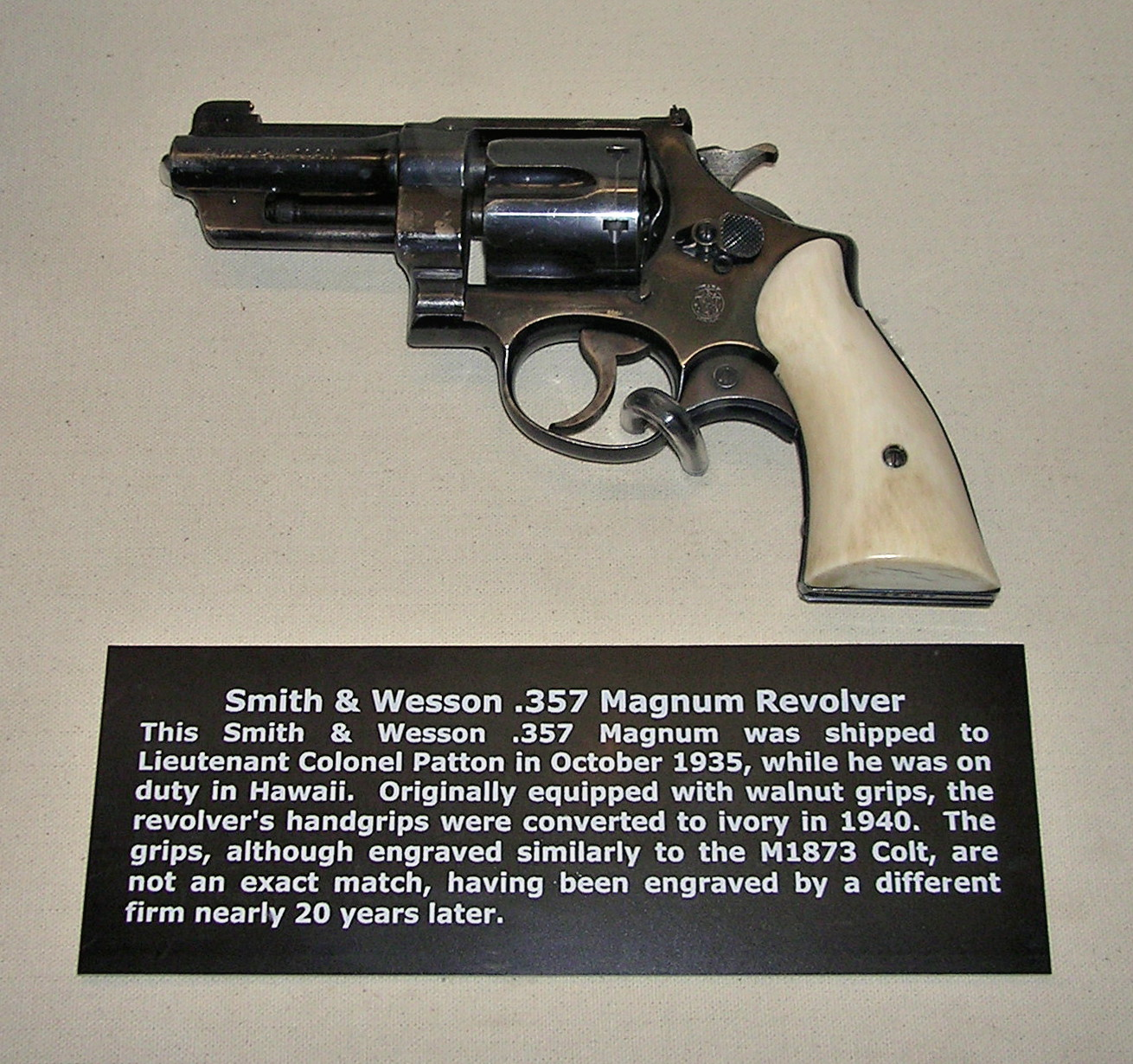
巴顿广为人知的象牙手柄左轮手枪

作为一名领袖，巴顿以治軍嚴明著稱，常因下属有一点鸡毛蒜皮的违规而加以惩罚，但同样也会在他们表现良好时予以嘉奖:77-79, 96-97。虽然有着急燥、冲动，难以容忍失败等缺陷，巴顿在二战期间也只有一次在两度警告后解除了奥兰多·沃德一位将领的职务，相比下，同期在布拉德利手下就有多位将军落马:467-468。虽然巴頓会把那些身患战斗疲劳、今天称为创伤后心理压力紧张综合症的人看成是“装病”，但报告显示他对自己的部下也有着最崇高的敬意，特别是伤员:147。他的许多指令都表示出对部下特别的关心，并且也會為战场上的士兵安排额外补给，包括毛毯和额外的帽子、胶鞋，以及其它通常在前线会比较短缺的物资:97。
终其一生，巴顿一直对自己有关种族主义的看法毫不掩饰:4。他的态度可能与家庭与有多人都是邦聯國支持者的背景有关:18。对于非裔士兵他曾私下写道：“他们之中有些是好兵，但就当时来看，我觉得没有必要作出改变，因为就装甲战来说，有色人种军人的思维还不够敏捷。”:60不过他也表示与种族或宗教信仰相比，战场上的表现更加重要：“我才他妈不在乎那家伙是个什么人。不管他是个黑鬼还是个犹太佬，只要他能尽职尽责，找我要啥都行。老天在上！我爱他。”:864尽管有上述的一些看法，但巴顿部下中非裔美国人的数量非常多:4。念了《可兰经》并观察了北非后，他在给太太的信中写道：“刚刚念完《可兰经》，這是一本很有意思的好书。”巴顿对地方风俗和习惯有敏锐的眼光，也对地方建筑知之甚详。虽然对《可兰经》有正面评价，但他也总结认为：“在我看来，穆罕默德宿命論的教义和对女性彻底的贬低，毋庸置疑，是限制阿拉伯发展的原因……我想，这正是一些基督教口若悬河布道中的内容”:49。巴顿对苏联留有深刻印象，但也蔑视其为“对人的生命没有任何顾虑”的“酒鬼”:739。之后，巴頓还开始表达自己越来越强的反犹太主义和反共主义观点，经常引起争议:165–166。

### 盟军和轴心国领导人的评价

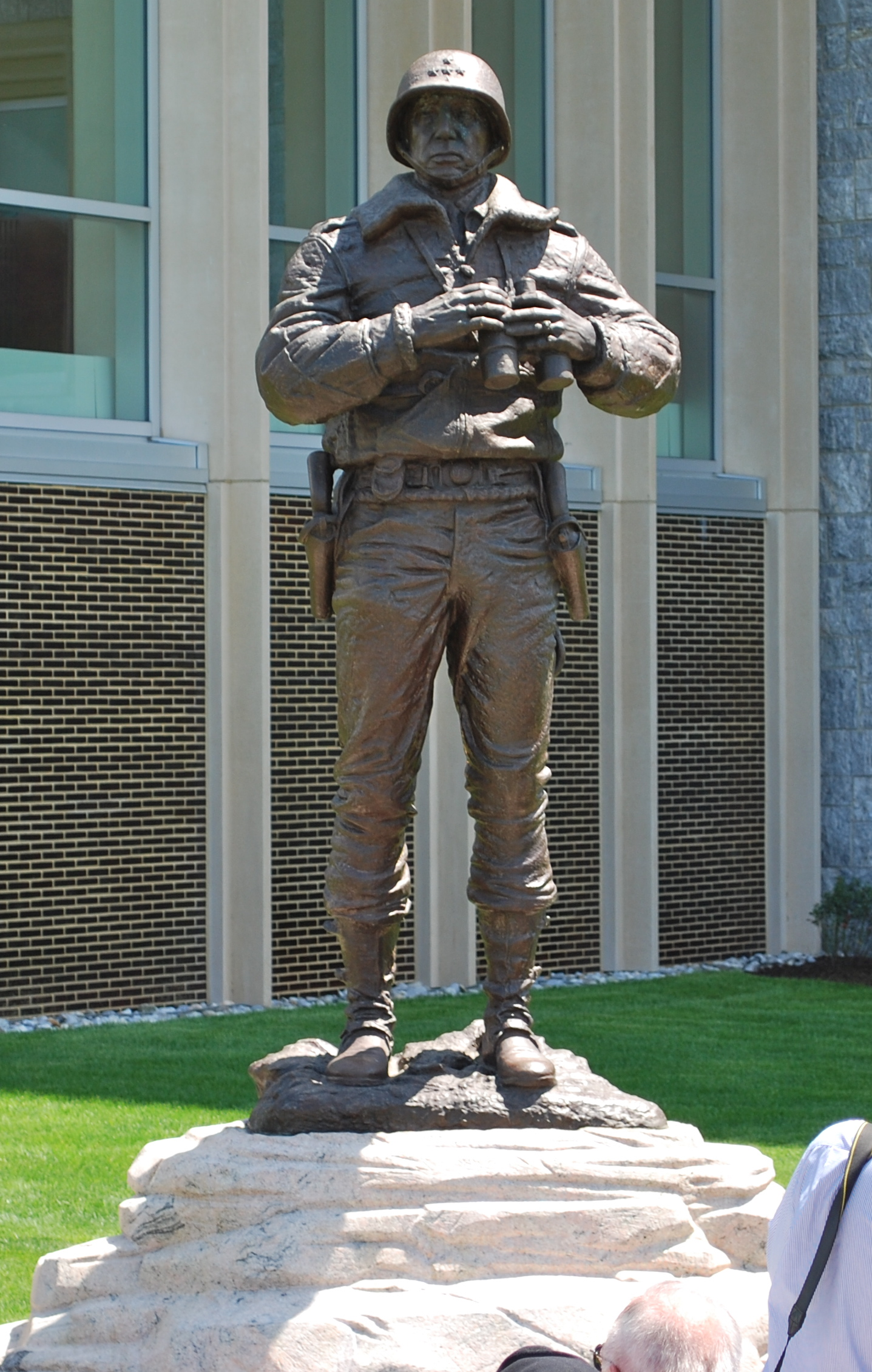
西点军校的一尊巴顿的雕像

1945年2月1日，艾森豪威尔在一份备忘录中给自己下属欧洲战场美国将领的军事才能进行排名。布拉德利和空军上将卡尔·安德鲁·斯帕茨并列第一，沃尔特·比德尔·史密斯排在第二，巴顿第三:801。艾森豪威尔在1946年为《巴顿和他的第3集团军》中表明了自己的理由：“乔治·巴顿是我们或其他任何部队中最优秀的野战集团军指挥官，但他的集团军也是一个整体的组成部分，就像他的行动也是一个更大行动的一部分”:818。艾森豪威尔认为欧洲战场上军事行动的成功应该归功于包括布拉德利在内其他将领的规划，而巴顿则仅仅是“一个优秀的执行者”:818。尽管如此，艾森豪威尔还是将巴顿的能力视为一个战略规划者，认为其军事价值对于盟军在欧洲的胜利非常重要。这一看法可以从他在1943年的掌掴事件后甚至拒绝考虑让巴顿离开欧洲的行为中得到体现，他曾私下写道：“巴顿对这场战争的努力是必不可少的——是我们胜利的一个保证。”:536。助理战争部长约翰·J·麦克洛伊也告诉艾森豪威尔：“我不能調走这个人，他能打。”:442巴顿去世后，艾森豪威尔所写下的致词中说：“那是那种生来就是要作战的人，一个理想的战斗领袖……可以毫不誇張地说，巴顿的名字会在敌人的心中形成一種恐懼。”:818
布拉德利断然否定了巴顿。他的回忆录中极少给予巴顿好评，其中明确表示如果自己于1943年时就是巴顿的上级，他将立即解除巴顿的职务并且“與他再无瓜葛”。两人在个性上是众所周知的对立两极，并且也有相当多的证据表明布拉德利无论是在个人还是专业方面都不喜欢巴顿:466-467:403-404。美国总统富兰克林·德拉诺·罗斯福对巴顿及其能力有着很大的尊重，表示“他是我们最了不起的战斗将军，也是我们纯粹的喜悦”:755。不过下一任总统哈里·S·杜鲁门似乎本能性地就不喜欢巴顿，有一次直接拿巴顿和道格拉斯·麦克阿瑟与乔治·阿姆斯特朗·卡斯特相比:755。
英国指挥官大多对巴顿的评价不高。艾伦·布鲁克元帅在1943年1月指出：“我听说过他，但我得承认他那虚张声势的个性遠超過我的想像。我对他没有什么好评价，我也没有在将来改变这一看法的理由。一个同時具備潇洒、勇敢、野性等特質的不穩定指揮官对需要進取心和衝進的行动或許有益，但在要求技巧和判断的行动中必然会失败。”:451。不过，蒙哥马利对巴顿有正面的评价，虽然他与巴顿之间有着众所周知的竞争，但蒙哥马利似乎很钦佩巴顿在野外对部队的领导能力，在战略的判断上則不以為然:549。其他盟国将领对于巴顿有更好的印象，特别是自由法国。亨利·吉罗将军1945年底听说艾森豪威尔解除了巴顿职务时深表怀疑，并邀请巴頓到巴黎出席国宴，還接受了总统夏尔·戴高乐的授勋。国宴上，戴高乐总统在演讲中把巴顿的成就与拿破仑相提并论:801。苏联最高领导人斯大林显然是巴顿的崇拜者，表示红军无论是在计划还是执行上，都无法像巴顿那样快速地让一个装甲集团军跨越法国:562。

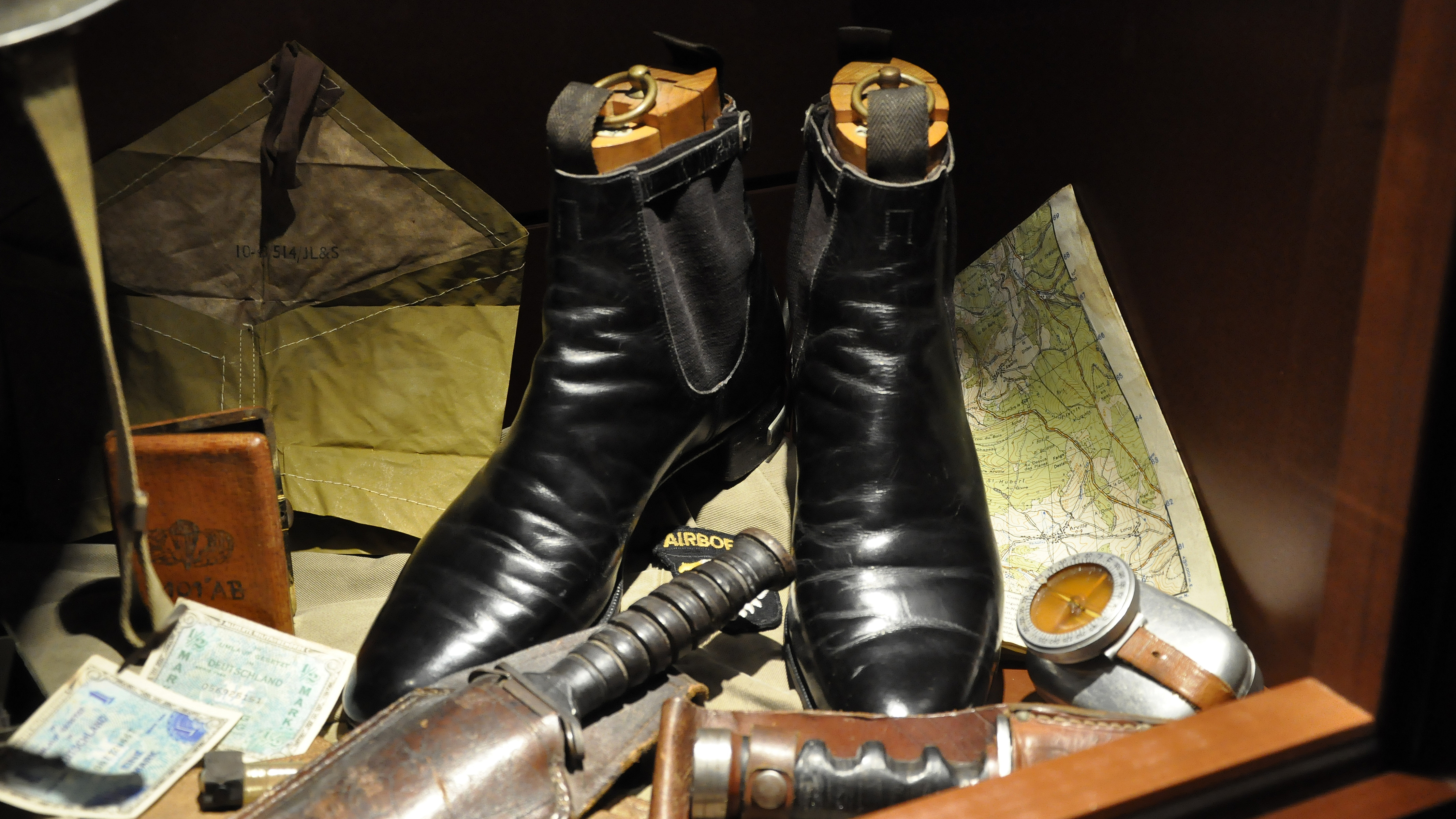
巴顿的鞋在马尔默迪的一间博物馆展出

盟军领袖对巴顿的能力褒贬不一，不过德軍高層指揮官自1943年后倒是敬重巴顿胜过其他任何一位盟军将领:127。有报告显示阿道夫·希特勒称他是“那个疯狂的牛仔将军”:815。随着战事的发展，许多德军战地指挥官都大方地稱讚巴顿的领导才能，德国第277國民擲彈兵师作战官霍斯特·冯·旺根海姆男爵（Horst Freiherr von Wangenheim）中校表示“巴顿将军是整个前线最可怕的将军。（他的）战术大胆而又无法预测......他是最现代的将军，也是（联合）装甲和步兵部隊最优秀的指挥官”:480-483。曾与苏联红军和英美坦克指挥官交手的哈索·冯·曼陀菲尔也有同样看法：“巴顿！毫无疑问。他是一位辉煌的装甲集团军指挥官。”:78。许多最高级别指挥官也对巴顿的能力给予高度评价，如埃尔温·隆美尔认为巴顿达成了“機動战中最震撼人心的成就”:xvii。德軍最高統帥部作戰處長阿尔弗雷德·约德尔大将則认为巴顿“是美国的古德里安。他胆量十足，而且喜欢搞大动作。他敢冒大险而获大胜”:815。阿尔贝特·凯塞林元帅指出：“巴顿已经把坦克战发展成了一种艺术，他知道如何在战场完美地指挥坦克。因此我觉得有必要把他和隆美尔元帅进行比较，后者同样也是坦克战的大师。两人都对这种戰鬥有着相當敏銳的洞察力”:815。非洲軍參謀長弗里茨·拜尔莱因在谈到第二次阿拉曼战役后德軍撤退時说：“我不认为巴顿将军会让我们这么轻易逃脱的”:815。格特·冯·伦德施泰特元帅被俘后面对采访时只简单地表示：“（巴頓）他是你们中最好的。”:1

## 榮譽
巴頓在36年的軍旅生涯中獲得过以下軍事榮譽：
| Bronze oak leaf cluster | Bronze oak leaf cluster · Bronze oak leaf cluster |  |

| Bronze oak leaf cluster |                                         |                                                       |  |
|                         |                                         | Bronze star · Bronze star · Bronze star · Bronze star |  |
|                         | Silver star · Bronze star · Bronze star |                                                       |  |
|                         |                                         |                                                       |  |
|                         |                                         |                                                       |  |
|                         |                                         |                                                       |  |

| 傑出服役十字勳章 兩枚 | 陆军杰出服役勋章 三枚 | 海軍傑出服役勳章 |

| 銀星勳章 兩枚             | 美国军功勋章                    | 銅星勳章                            | 紫心勳章                    |
| 救生獎章                  | 墨西哥服役獎章                  | 第一次世界大戰勝利獎章 四枚戰鬥之星 | 美國防禦服役獎章            |
| 美國戰役獎章              | 歐-非-中東戰役獎章 七枚戰鬥之星 | 第二次世界大戰勝利獎章              | 陸軍佔領服役獎章 1955年追授 |
| 巴斯勳章 三等勳位         | 大英帝國勳章 榮譽爵級司令       | 比利時利奧波德大綬章勳章            | 比利時英勇十字勳章 加橡葉   |
| 法國榮譽軍團勳章 軍官勳位 | 法國英勇十字勳章 加銅質橡葉     | 盧森堡英勇十字勳章                  | 大十字阿道夫拿骚勋章        |
| 阿拉維王朝勳章 大十字勳位 | 庫圖佐夫勳章 一级               | 白獅勳章                            | 捷克斯洛伐克十字勳章        |

## 注解
1. ↑  历史学家卡罗·D·艾斯特和艾伦·阿克塞尔罗德在他们为巴顿撰写的传记中认为这些读写上的困难很可能是由于未经诊断出来过的失读症所引起。[3]:11-12
2. ↑  巴顿将军将自己的儿子视为使用这个名字的第四代传人，将军的父亲和爷爷都叫这个名字。[3]:65-66

## 扩展阅读
- Blumenson, Martin. . . Perspectives on Culture and Society. 1989: 23–40  [2013-11-14]. （原始内容存档于2013-07-04）.